# Boletus aereus
Cèpe bronzé
Espèce
Statut de conservation UICN

 LC  : Préoccupation mineure
Boletus aereus, le Cèpe bronzé, est une espèce de  champignons basidiomycètes du genre Boletus et de la famille des Boletaceae. Il fait partie, avec Boletus edulis, Boletus reticulatus et Boletus pinophilus, des quatre espèces de bolets "nobles" ; les Cèpes. Cette espèce comestible, fréquente en France dans les régions méditerranéennes, est caractérisée par son chapeau noirâtre marron bronzé, son réseau peu développé, son pied brun chaud et sa tendance thermophile.

## Taxonomie

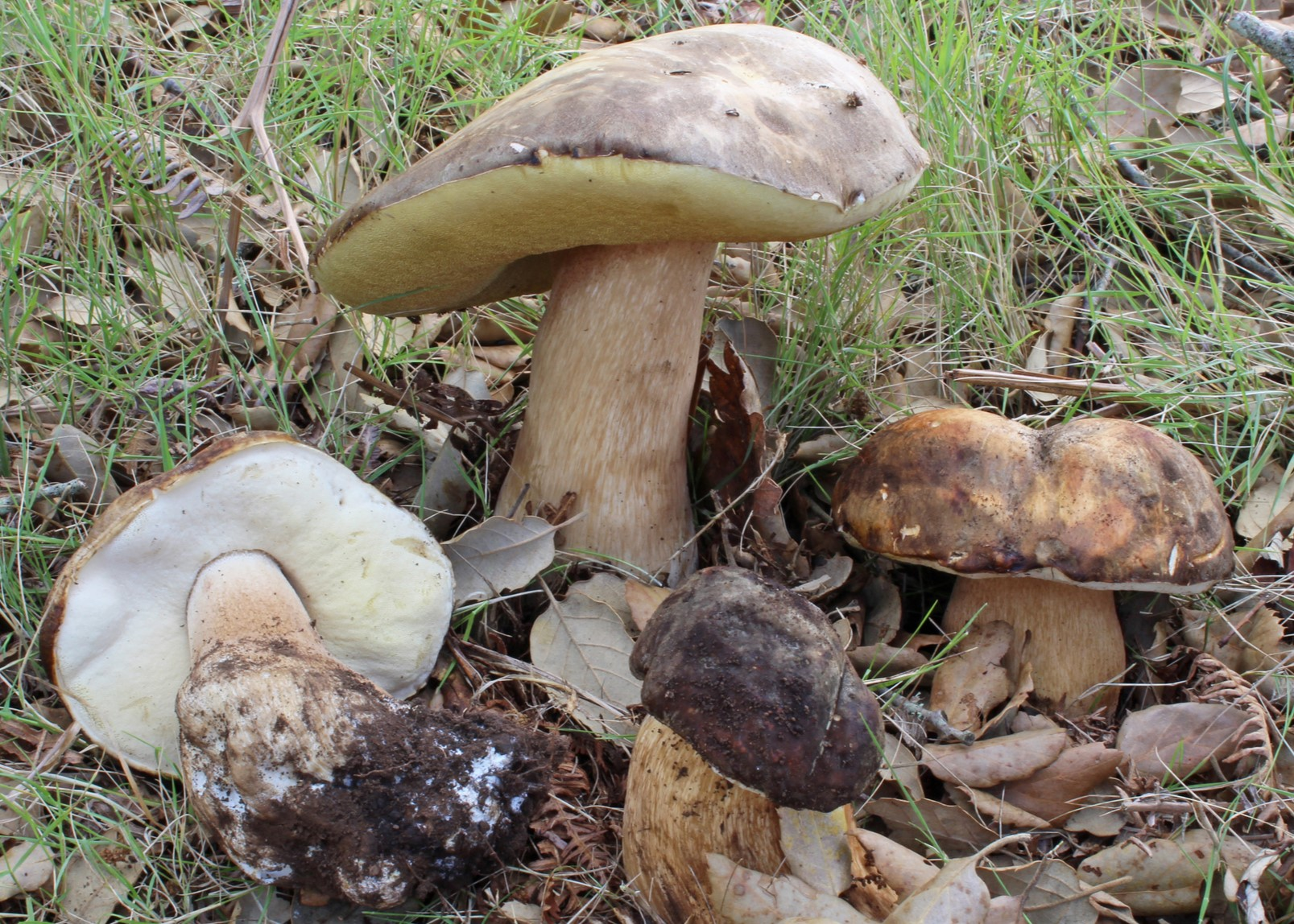
Collection de sporophores de B. aereus en Italie.

Le nom correct complet (avec auteur) de ce taxon est Boletus aereus Bulliard 1789.

### Synonymes
Boletus aereus a pour synonymes :
- Tubiporus aereus (Bull.) P. Karst.
- Dictyopus aereus (Bull.) Quél.
- Suillus aereus (Bull.) Kuntze,
- Tubiporus edulis subsp. aereus (Bull.) Maire
- Boletus edulis f. aereus (Bull.) Vassilkov
- Boletus aereus var. carne-dilute-sulfurea Bull.
- Boletus aereus var. carne-nivea Bull.
- Boletus cravetta Bellardi
- Boletus aereus var. cravetta (Bellardi) DC.
- Boletus cepa Thore
- Boletus aereus var. cepa (Thore) DC.

### Phylogénie

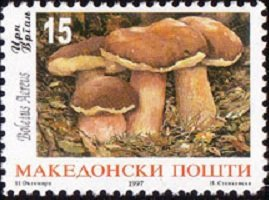
Timbre de Macédoine représentant B. aereus.

Le mycologue français Pierre Bulliard a décrit Boletus aereus en 1789. Lucien Quélet transféra l'espèce dans le genre Dictyopus, désormais obsolète, en 1886, ce qui a donné le synonyme Dictyopus aereus, tandis que René Maire l'avait reclassée comme sous-espèce de Boletus edulis en 1937, mais nous savons aujourd'hui que Boletus aereus est une espèce indépendante bien définie génétiquement au sein du clade edulis. Les dernières études phylogénétiques le placent dans un clade proche du groupe des edulis stricto sensu. Dans les ouvrages publiés avant 1987, le nom binomial était écrit intégralement Boletus aereus Fr. car la description de Bulliard avait été sanctionnée en 1821 par le « père de la mycologie », le naturaliste suédois Elias Magnus Fries.
Des collections marocaines sous chêne-liège (Quercus suber), initialement considérées comme B. aereus, ont été décrites comme une espèce distincte - Boletus mamorensis - en 1978, sur la base d'une cuticule roux noisette et d'un stipe radicant,. Cependant, des études phylogénétiques moléculaires menées par Bryn Dentinger et ses collègues en 2010 ont placé ces collections très près de B. aereus, suggérant qu'il s'agit plus probablement d'une variante écologique ou d'un phénotype, plutôt que d'une espèce distincte. Des études phylogénétiques plus récentes menées par M. Loizides et ses collègues en 2019 ont confirmé que B. mamorensis est un synonyme ultérieur de B. aereus, étant donné que les collections identifiées comme étant les deux taxons ne pouvaient pas être génétiquement séparées et nichées dans le même clade.
Boletus aereus est classé dans la section Boletus, aux côtés de proches parents tels que B. reticulatus, B. edulis et B. pinophilus. Une étude génétique des quatre espèces européennes a montré que B. aereus était une espèce sœur de B. reticulatus. Des tests plus approfondis sur les taxons du monde entier ont révélé que B. aereus était apparenté à une lignée qui s'était divisée en B. reticulatus et à deux lignées qui avaient été classées comme B. edulis, provenant respectivement du sud de la Chine et de la Corée du nord/Chine. Les analyses moléculaires suggèrent que les lignées B. aereus/mamorensis et B. reticulatus/B. « edulis » Chinois ont divergé il y a environ 6 à 7 millions d'années.

### Étymologie
L'épithète spécifique latine aereus signifie "d'airain", "de bronze" ou "de cuivre", en réfèrence à la couleur bronzée du chapeau de cette espèce.

### Noms vulgaires et vernaculaires

#### Nom normalisé
Le nom vernaculaire normalisé aujourd'hui par la Société Mycologique de France de Boletus aereus est le suivant : Cèpe bronzé, en référence à son épithète spécifique aereus, tout comme la couleur de sa cuticule.

#### Autres noms
Cette espèce possède également les dénominations suivantes, moins courantes, non normalisées ou utilisées autrefois traditionnellement :
- Cèpe tête-de-nègre[12], traditionnellement utilisé, mais ce nom n'est plus recommandé par le Comité pour les noms français des champignons[13].
- Cèpe à tête noire
- Tête noire
- Cèpe noir
- Gendarme noir[14]
- Bolet bronzé
- Bolet noir

### Noms vernaculaires dans d'autres langues
- Italien : Porcino Nero, Porcino Bronzino, Bronzino, Testa Nera, Capeniro, Co’ Nigher, Farno, Lardaro, Neri, Moreccio, Reale
- Allemand : Schwarzer Steinpilz, Bronze-Röhrling, Schwarzhütiger Steinpilz
- Catalan : Sureny fosc
- Corse : Capineru
- Espagnol : hongo negro
- Hongrois : Bronzos vargánya
- Néerlandais : Bronskleurig eekhoorntjesbrood
- Polonais : Borowik ciemnobrązowy
- Roumain : Hrib pucios
- Romain : Aes, Aeris. Les Romains anciens et les Latins connaissaient et appréciaient le Cèpe bronzé, surtout grâce à la diffusion massive, dans toute la péninsule italienne et les îles, d'immenses forêts de chênes, tant à feuilles caduques qu'à feuilles persistantes[15].

## Description du sporophore

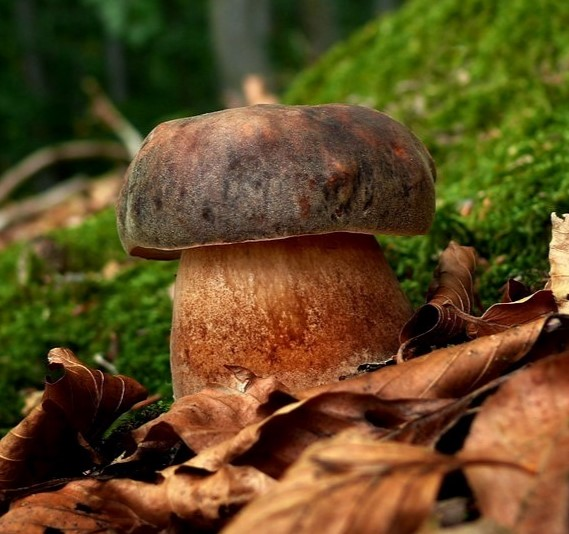
Jeune sporophore de B. aereus.

Le Cèpe bronzé est un bolet. Les bolets sont des champignons dont l’hyménophore, constitué de tubes et terminés par des pores, se sépare facilement de la chair du chapeau. Ce chapeau d'abord rond, recouvert d'une cuticule, devient convexe à mesure qu’il vieillit. Ils ont un pied (stipe) central assez épais et une chair compacte. Les caractéristiques morphologiques de B. aereus sont les suivantes :
Son chapeau mesure de 7 à 15-20, voire 30 cm. Sa cuticule est de couleur brun-noir à noirâtre, d'abord noire (parfois gris blanc lorsqu'il est jeune, à l'état de bouchon couvert par la végétation), puis parfois bistre-bronze lorsqu'il est exposé, et se décolorant ensuite en plages, taches ou marbrures bronzées rousses chaudes dispersées plus ou moins sporadiquement sur le chapeau, mais pouvant parfois aller jusqu'à dominer sur le noir. Il est rarement uniformément noir.
L'hyménophore présente des pores fins, concolores aux tubes, tout d'abord d'un blanc pur qui devient jaune puis enfin olivâtre à maturité. Sa sporée est de couleur olivâtre.
Son stipe (pied) mesure de 6 à 10 cm, il est de couleur brun, brun foncé, marron clair, miel, ocre-rougeâtre à marron, toujours beaucoup plus clair que le chapeau mais toujours beaucoup plus foncé que chez tous les autres Cèpes. Il est orné d'un fin réseau concolore, peu évident à voir, parfois à peine visible, souvent peu étendu, s'arrêtant au quart ou au tiers supérieur du stipe, près du chapeau.

La chair est uniformément blanche, immuable, épaisse et ferme. Sa saveur est douce et son odeur est très agréable, de forêt humide,.

Principaux caractères distinctifs
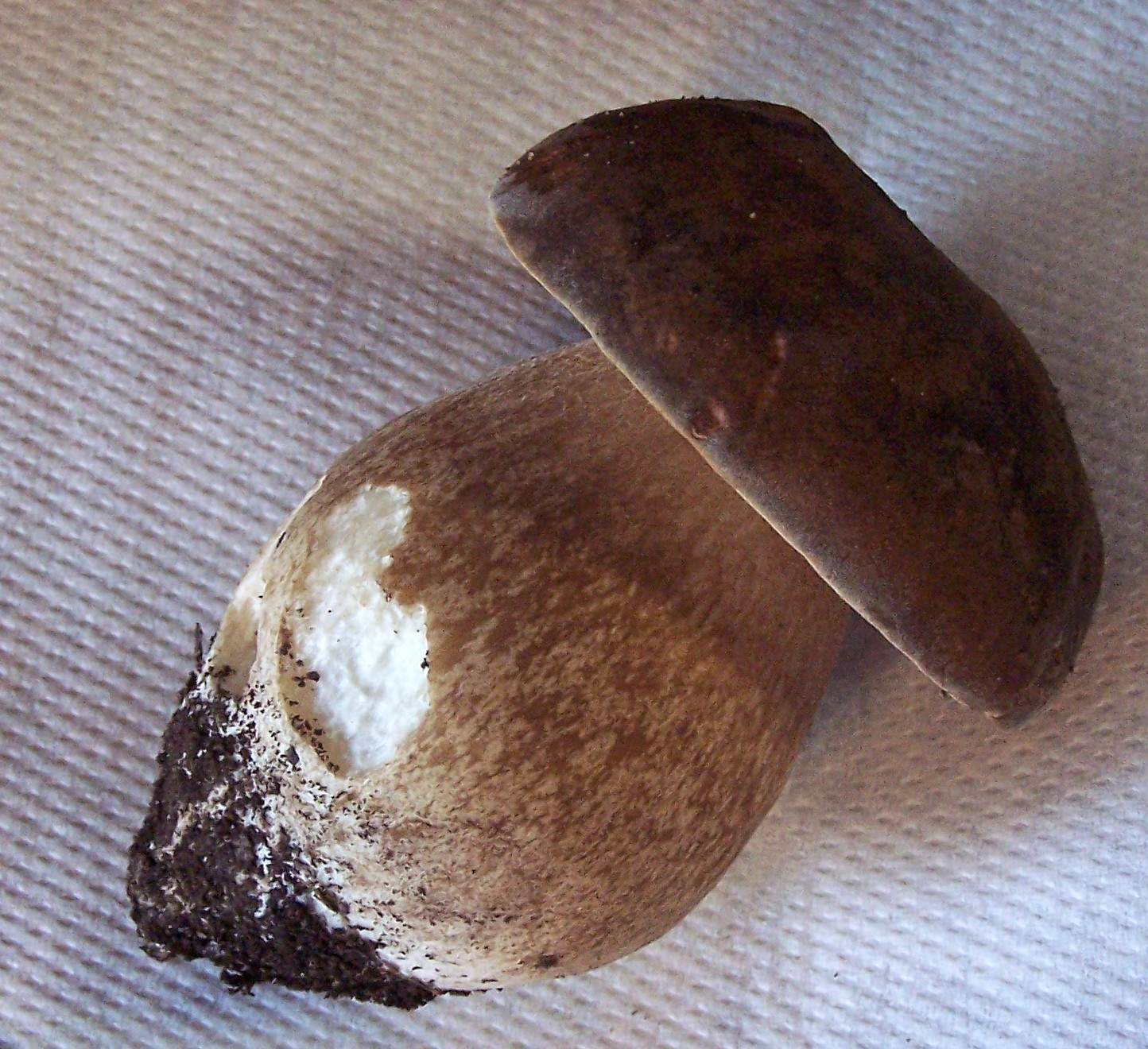
Silhouette boletoïde, souvent trapue.
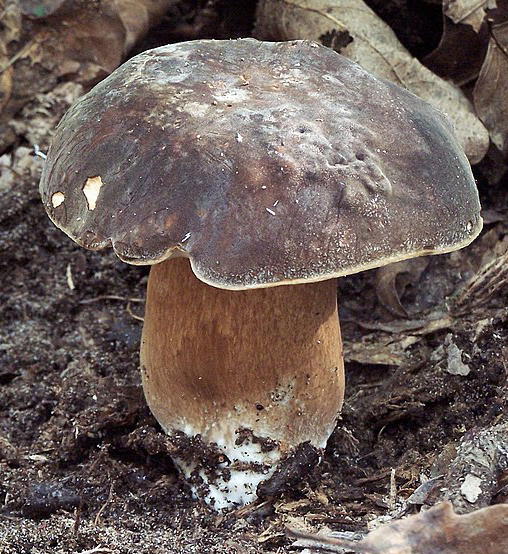
Chapeau noirâtre à bronzé.
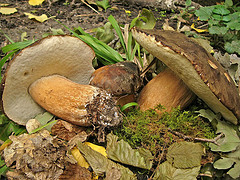
Pores blancs devenant jaunes puis olivâtres. Stipe brun.
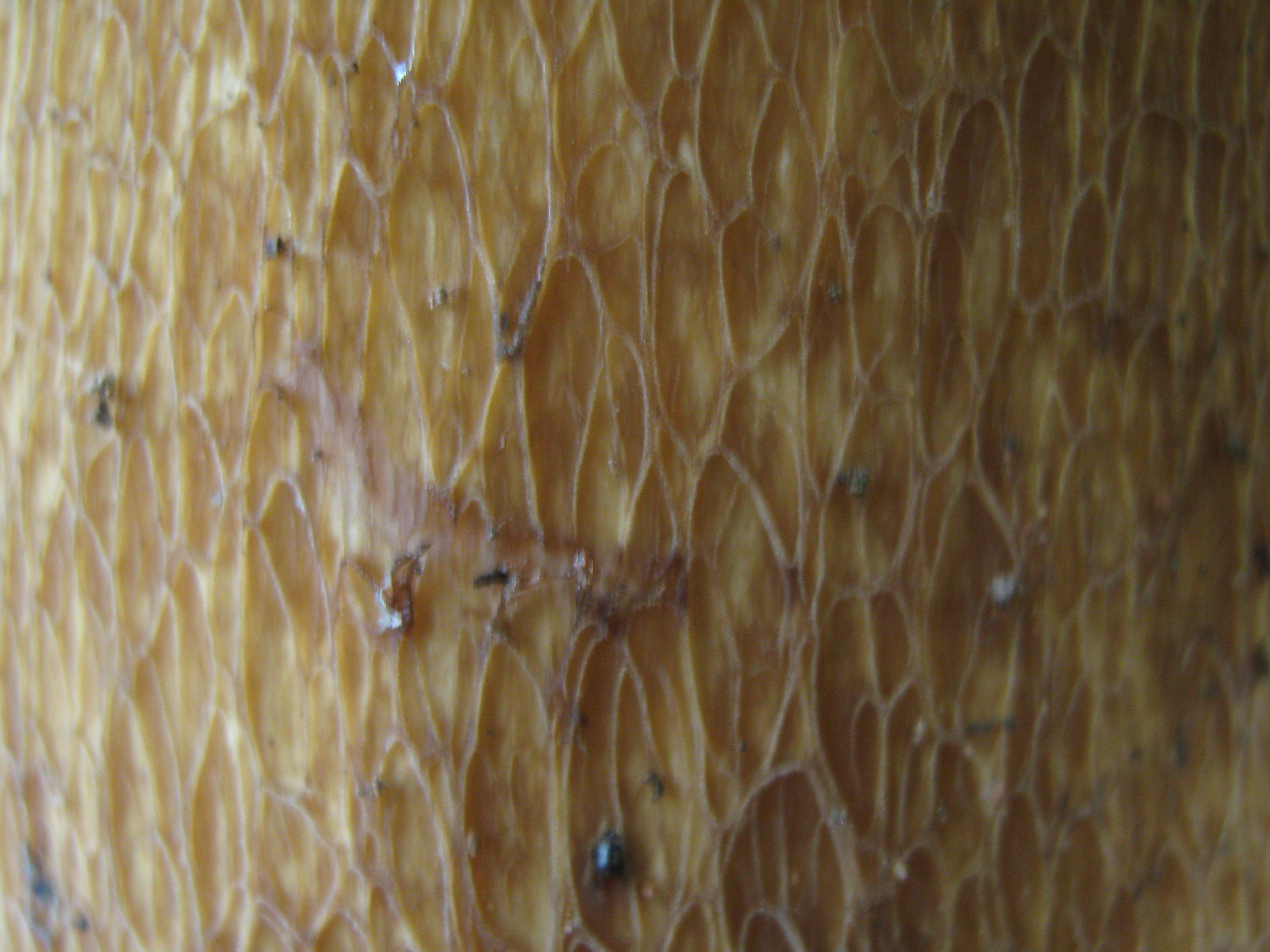
Réseau concolore, fin et souvent peu étendu, difficile à voir.
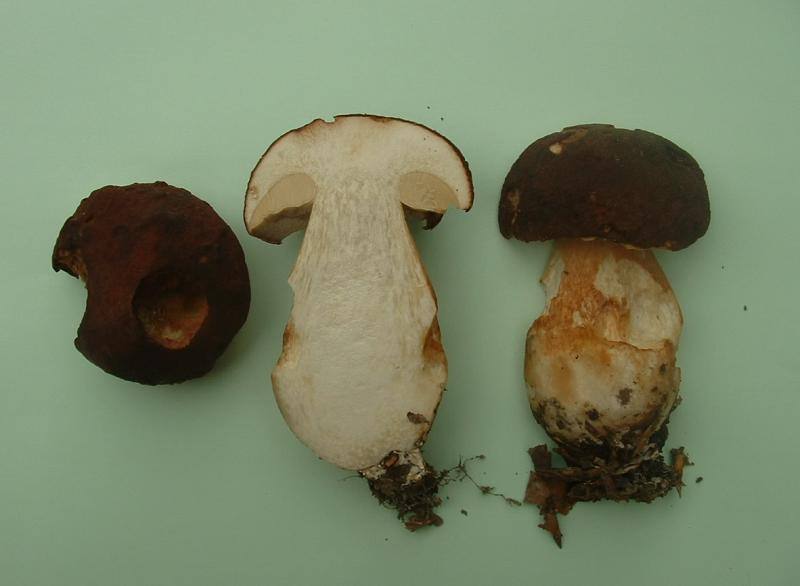
Chair blanche immuable.

### Caractéristiques microscopiques
Ses spores mesurent 13,5 à 15,5 μm x 4,5 à 5,5 μm, elles sont allongées-fusoïdes. Ses cystides sont fusiformes, mesurant 50 à 65 µm x 11 à 16 µm. La cuticule est faite d'hyphes enchevêtrées non bouclées larges de 4 à 10 µm.

## Galerie

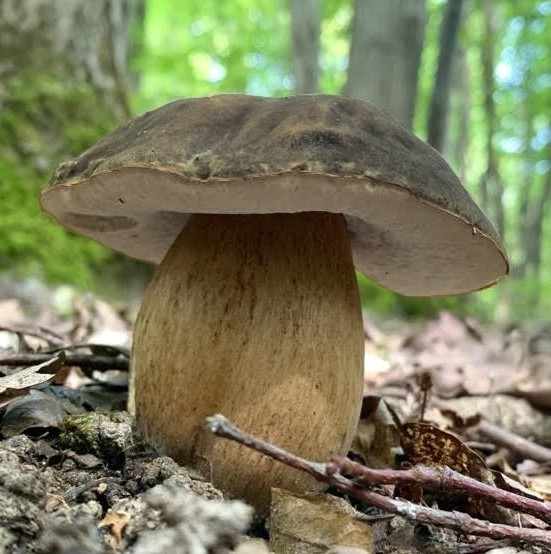
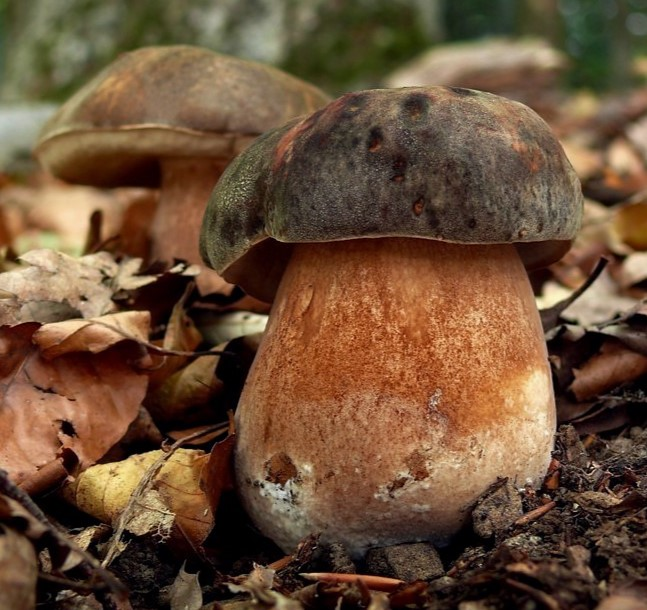
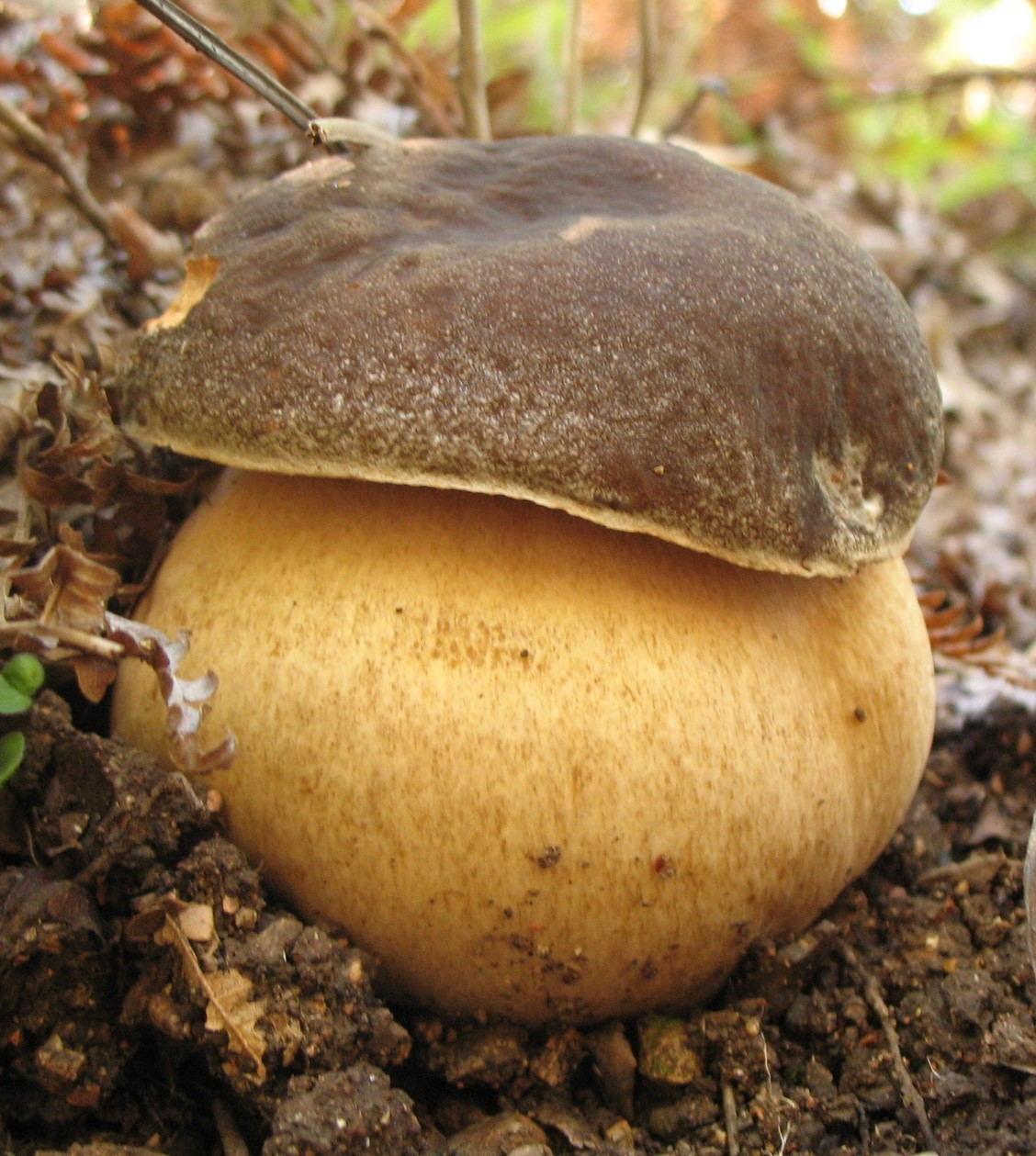
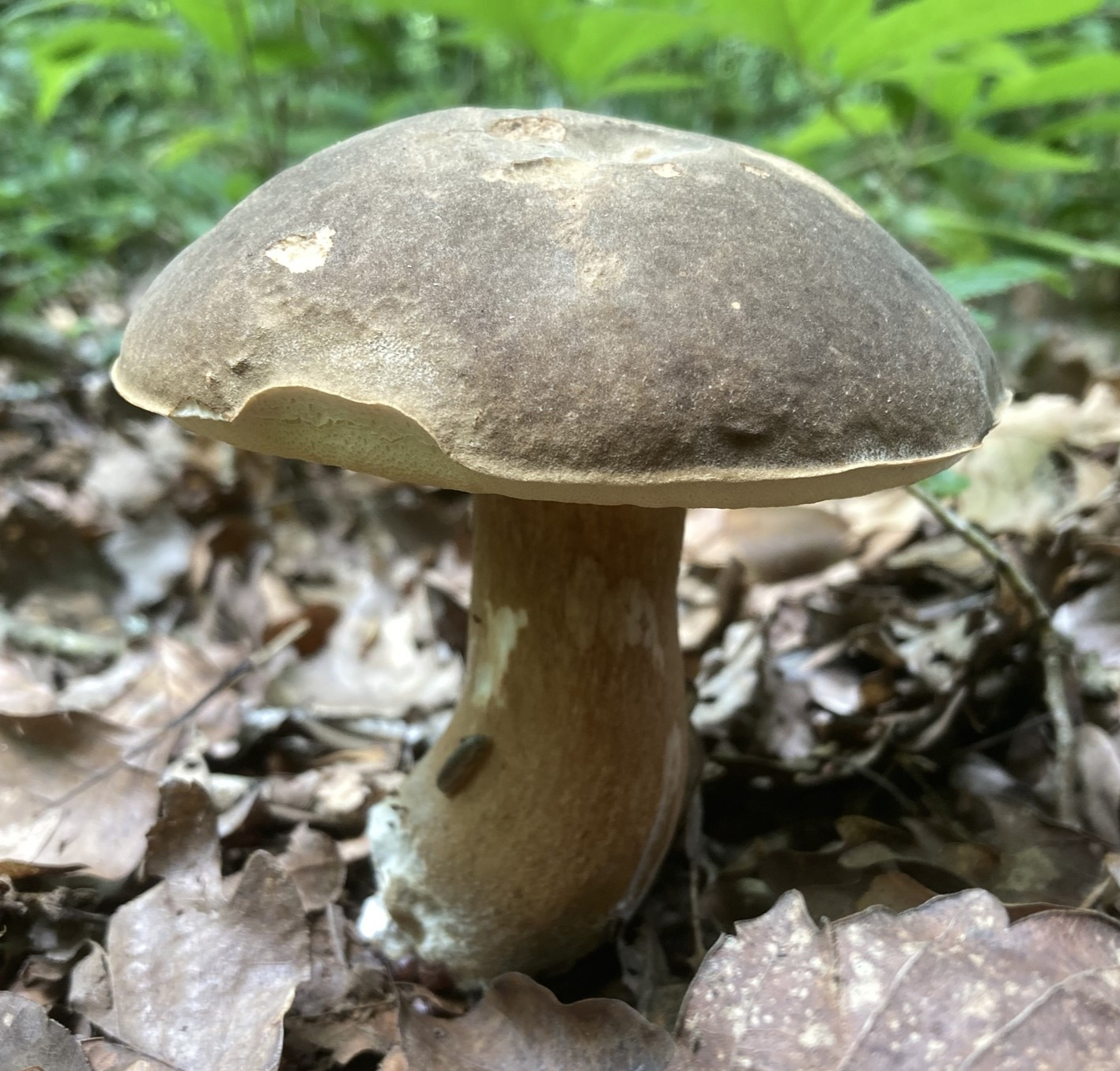
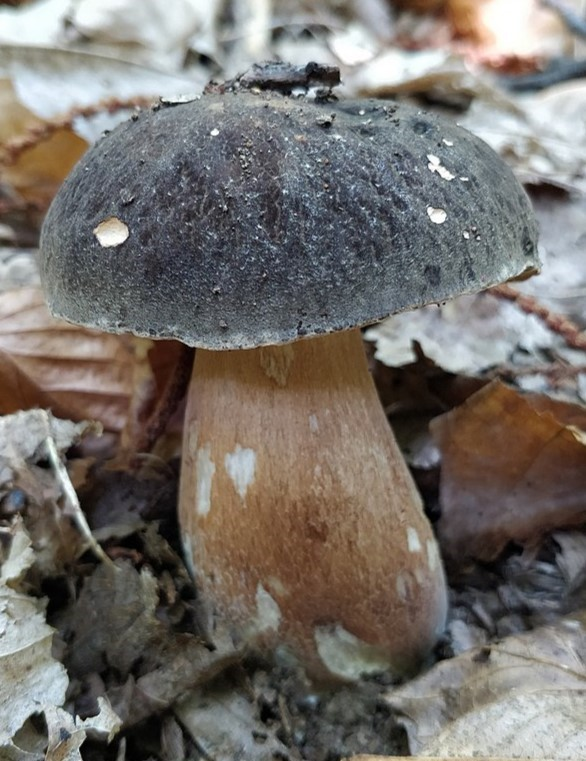
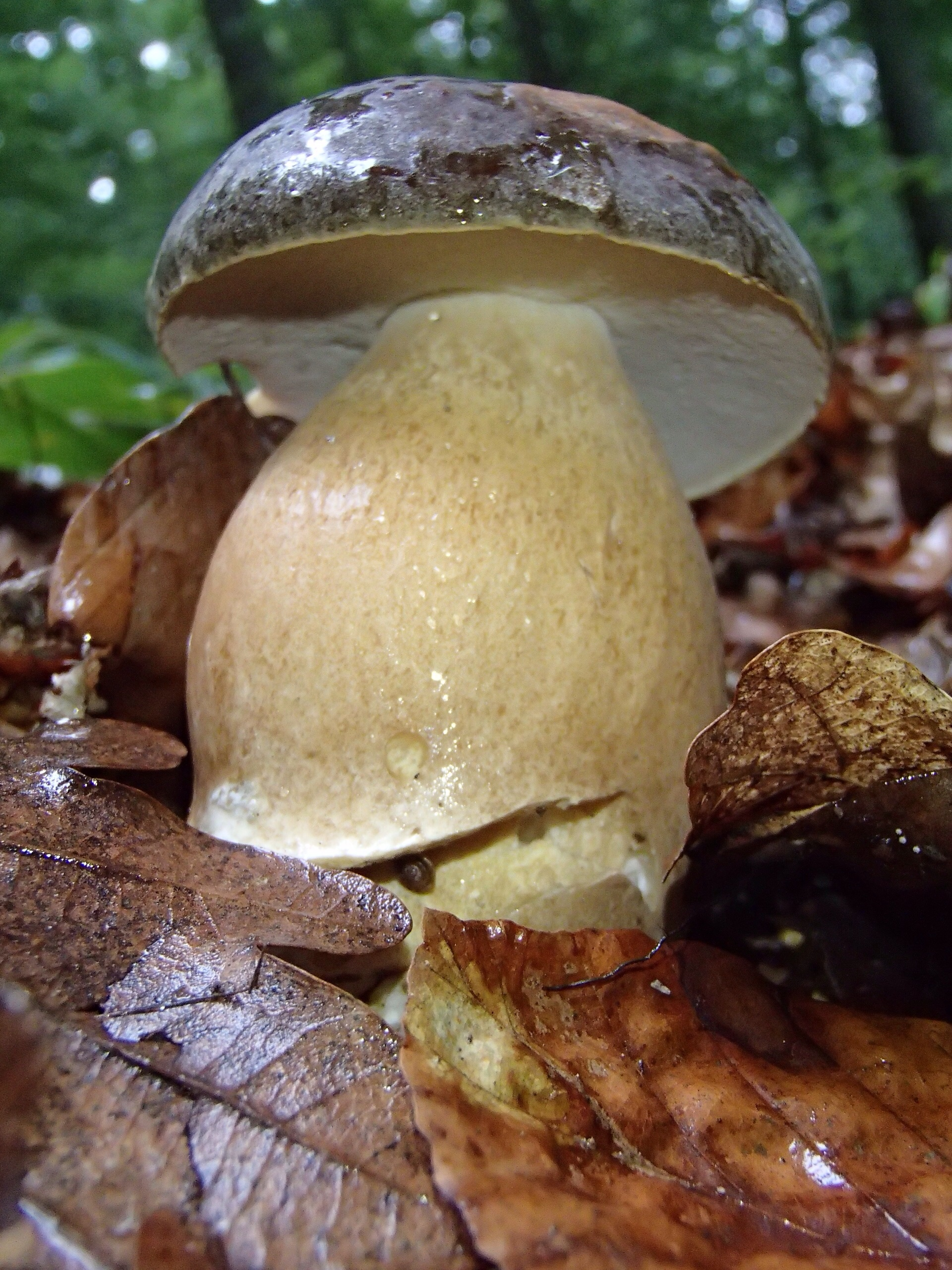
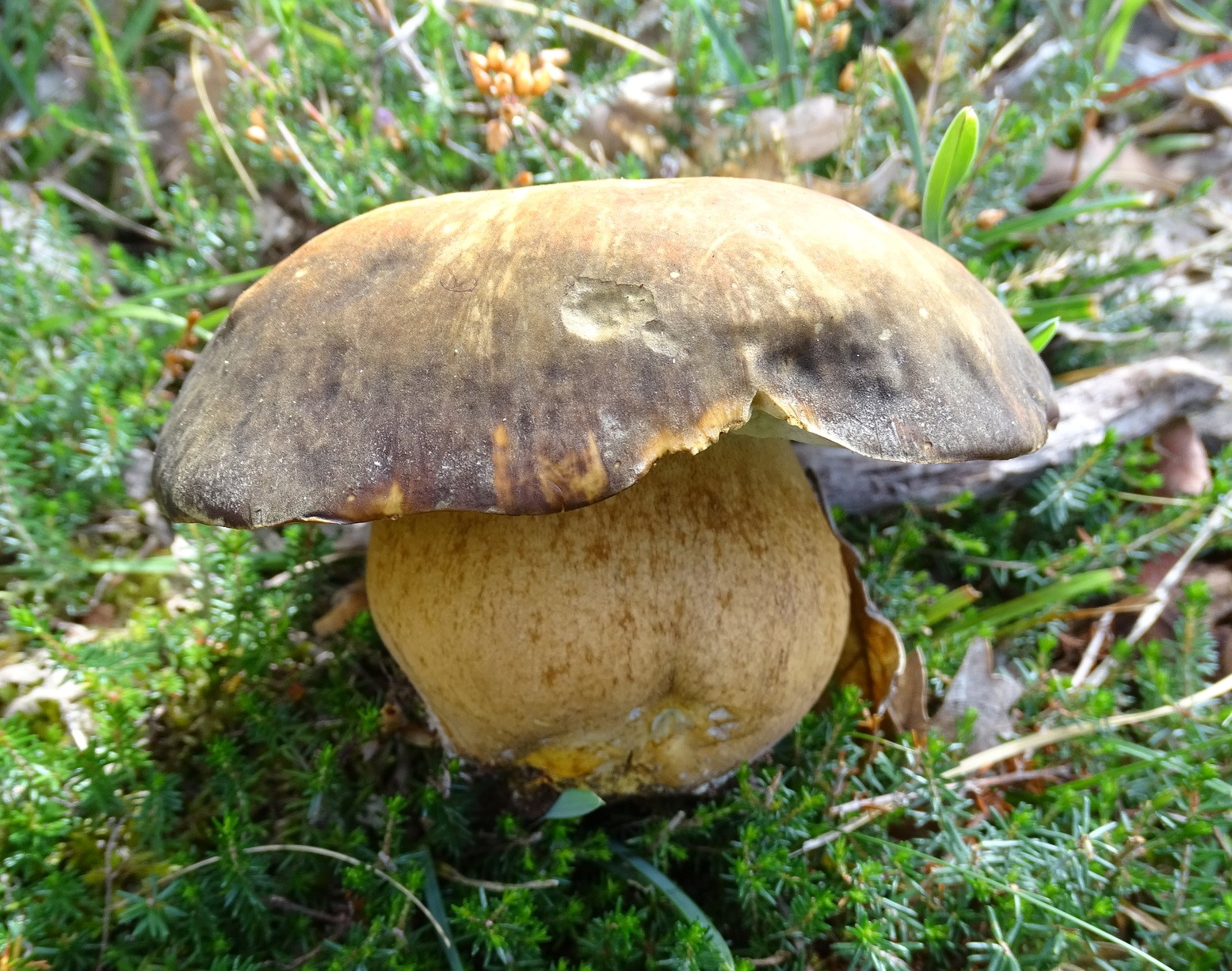
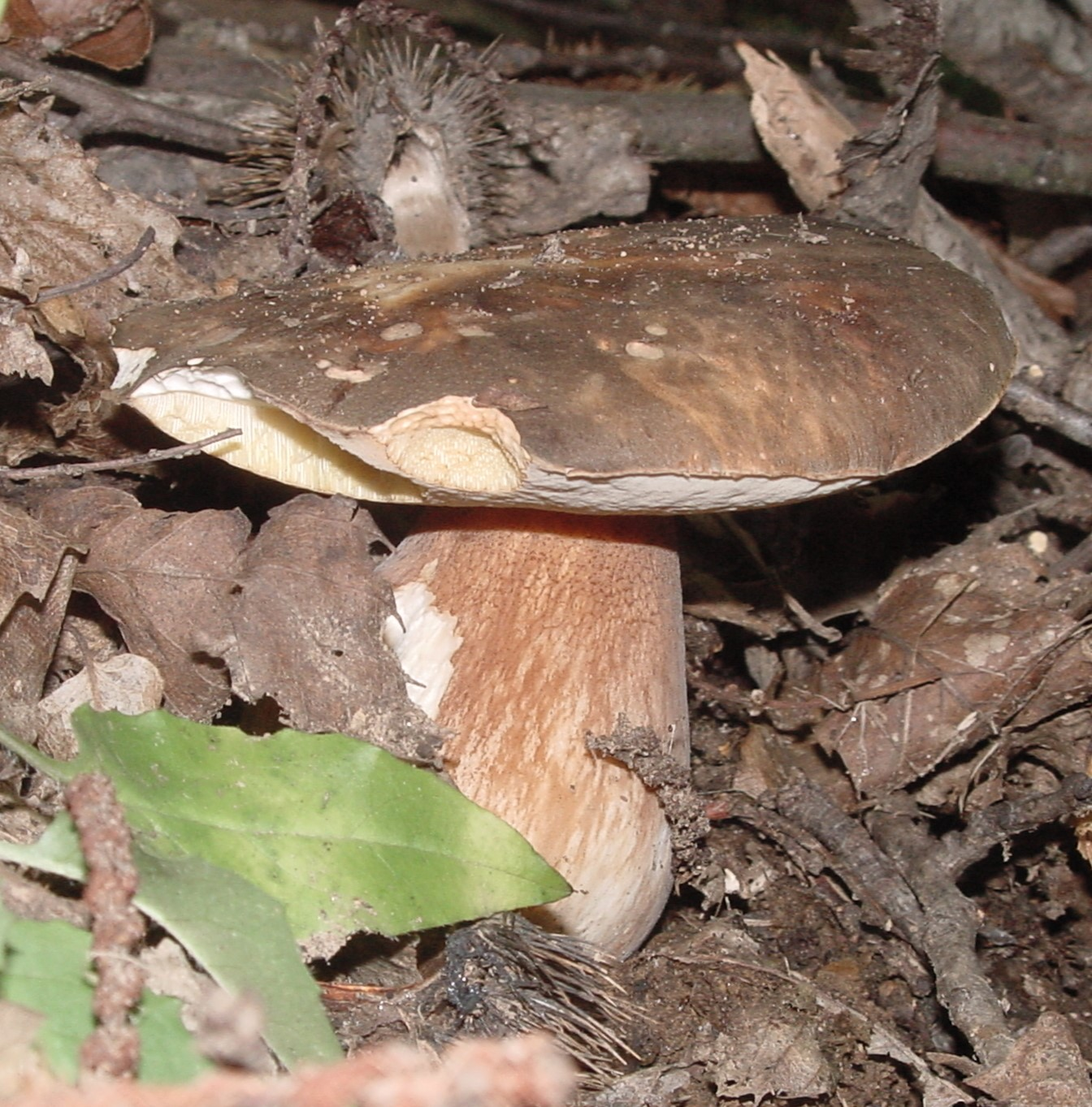
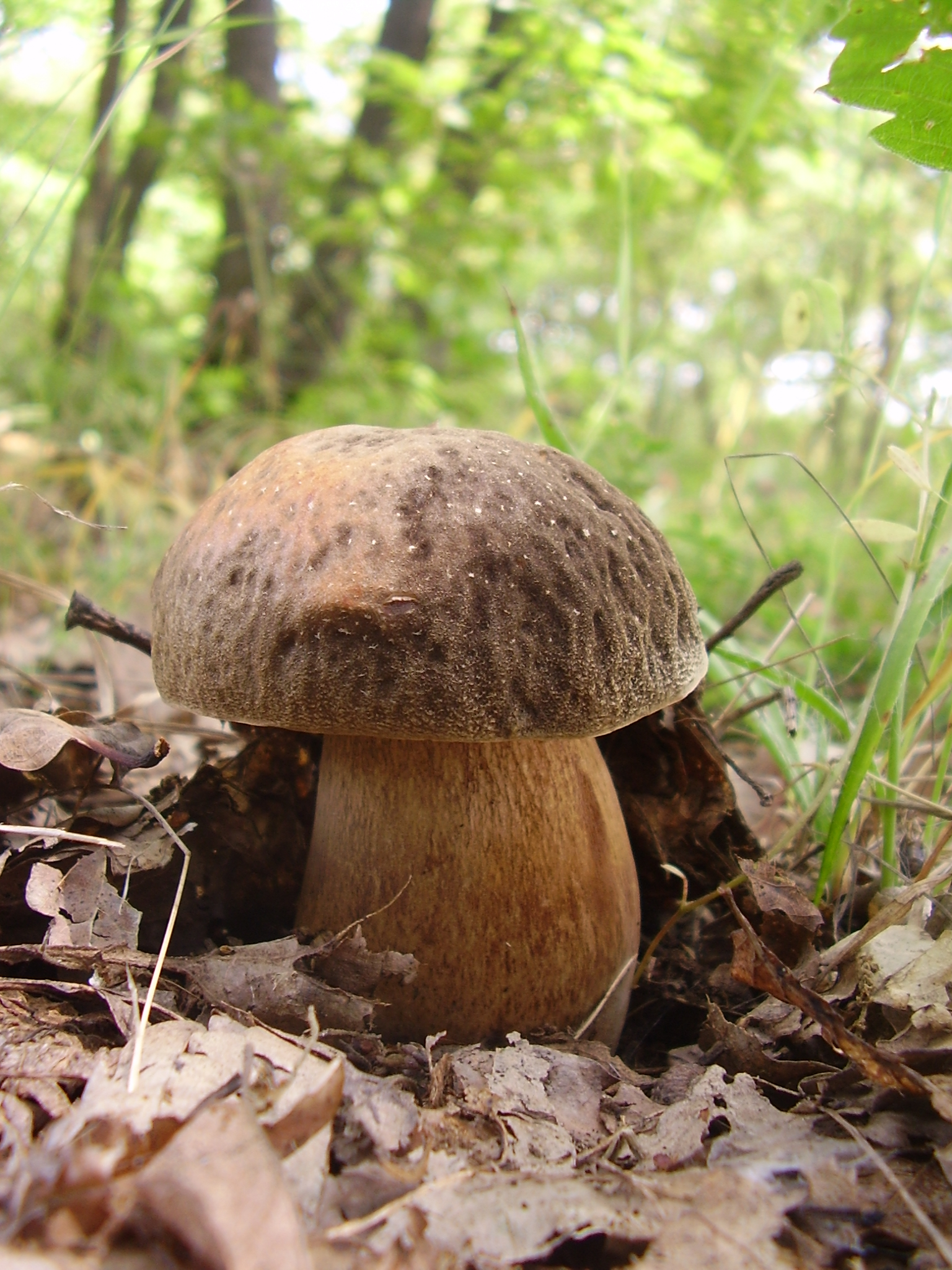
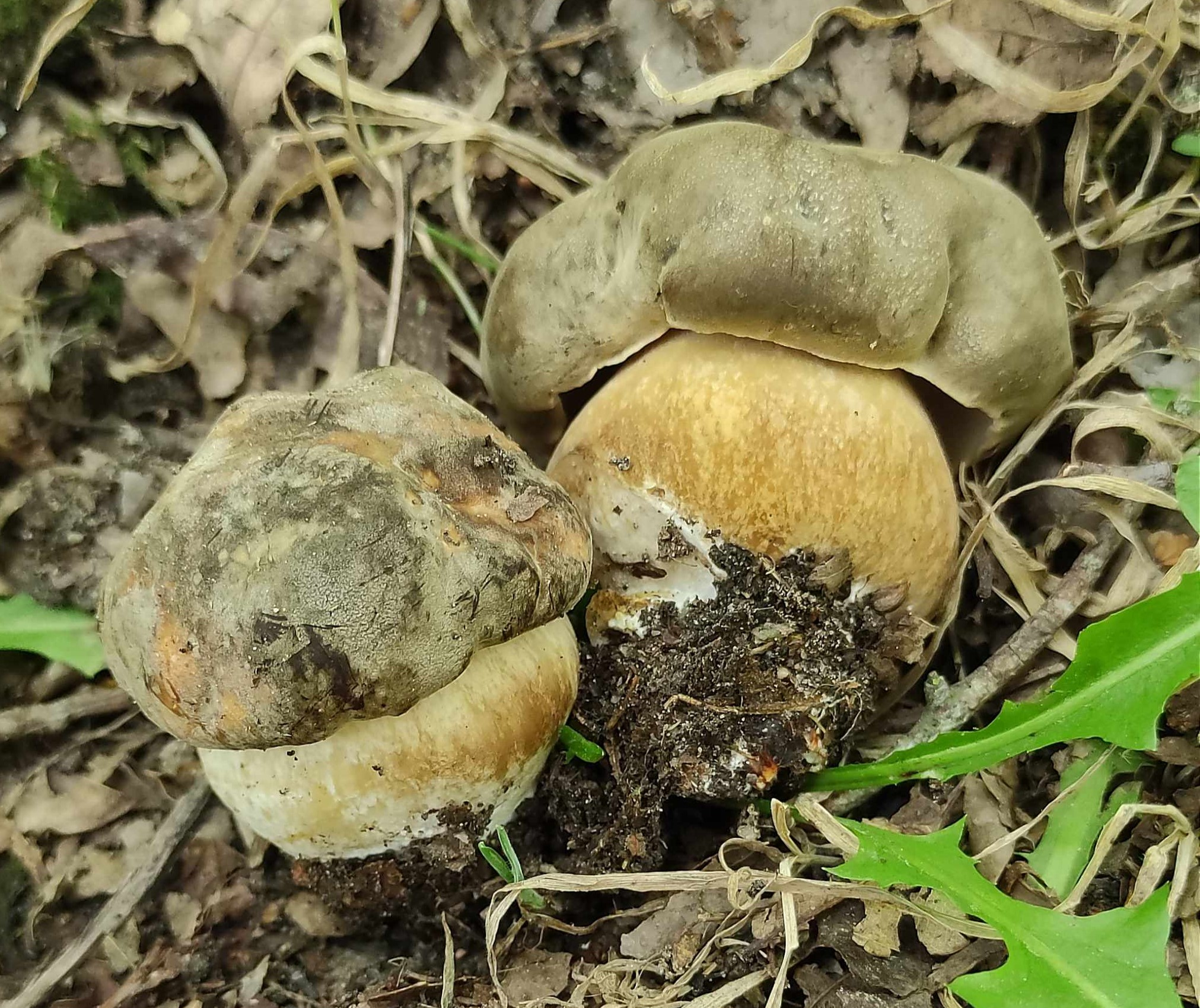
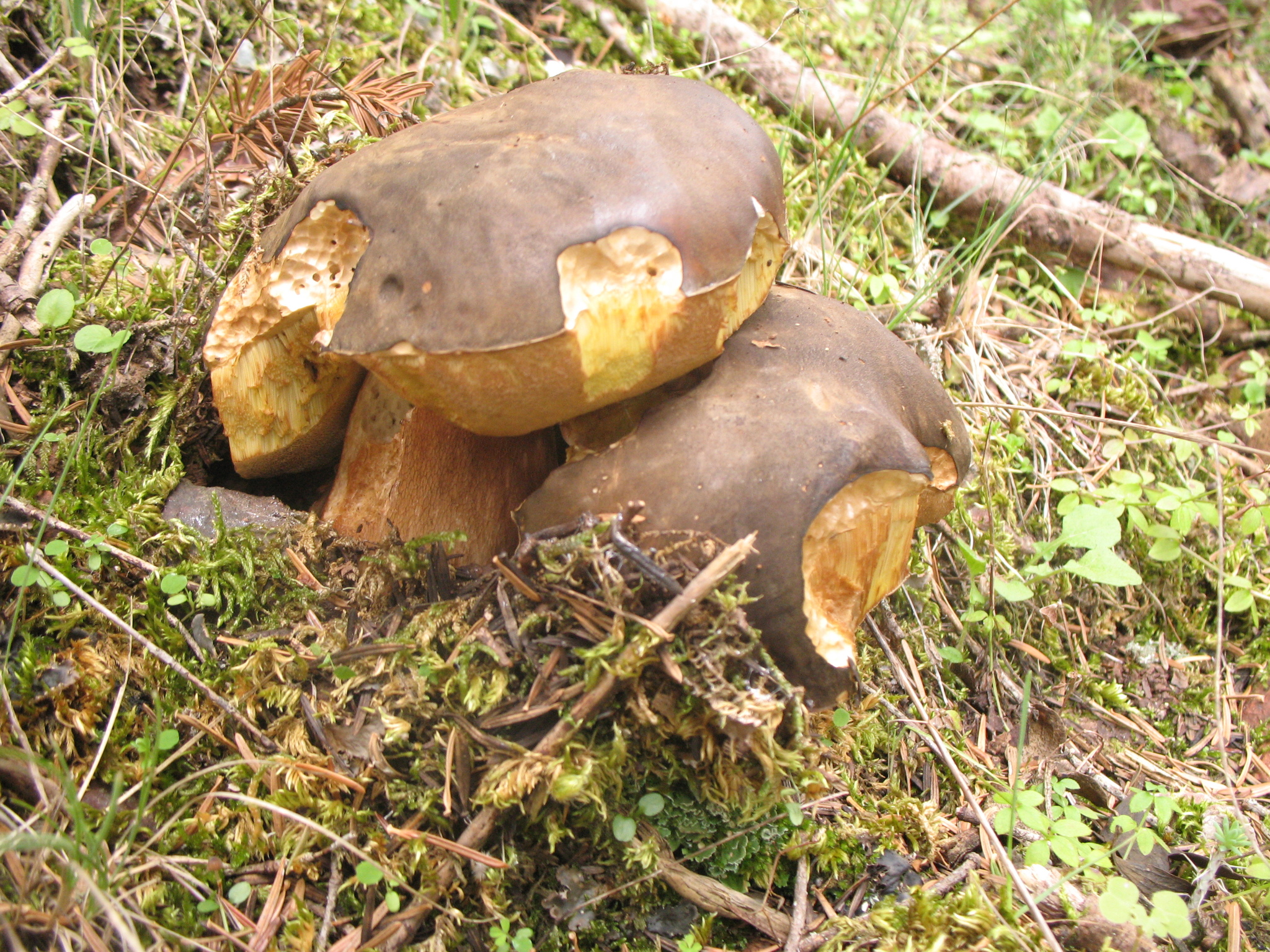
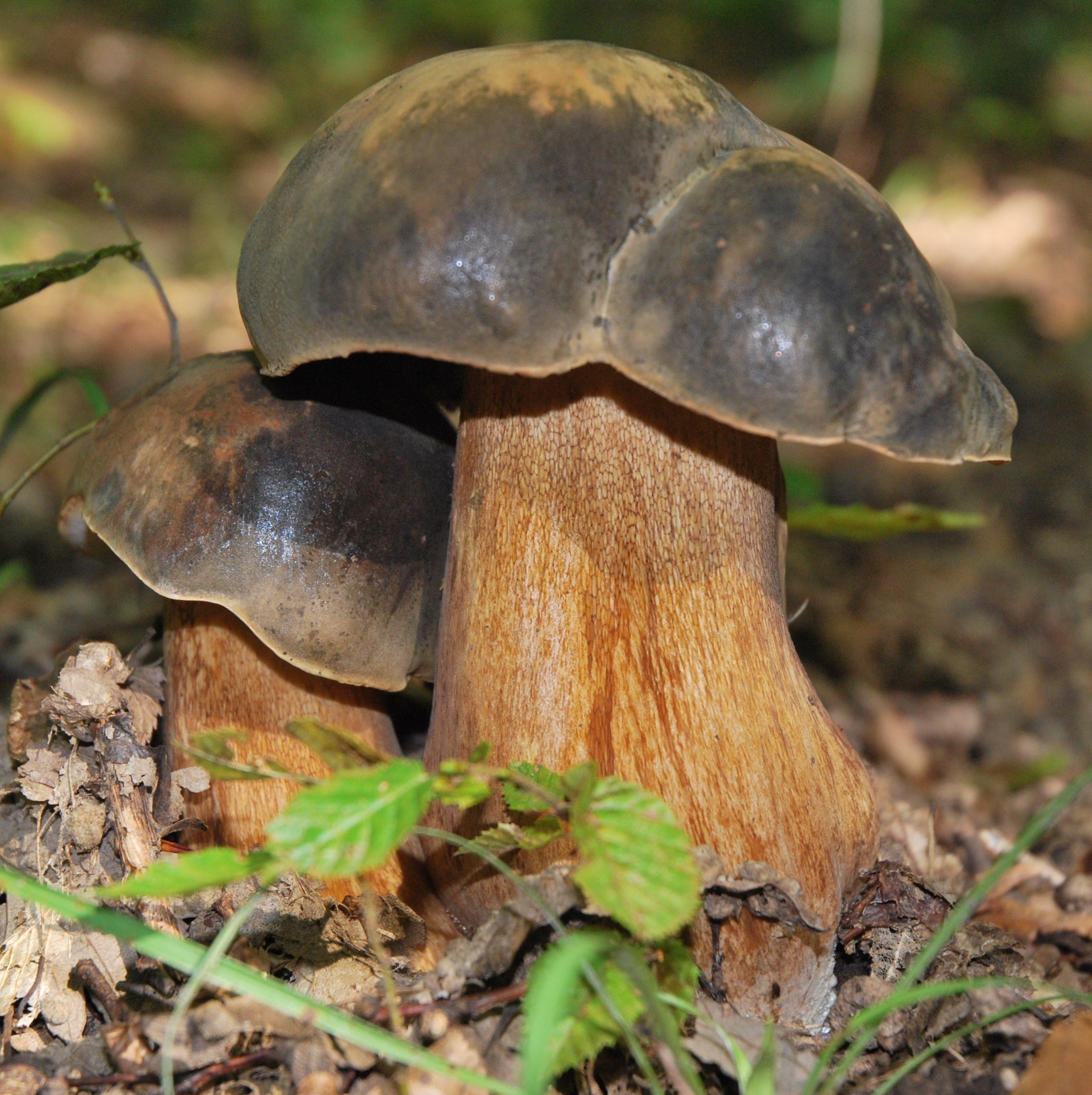
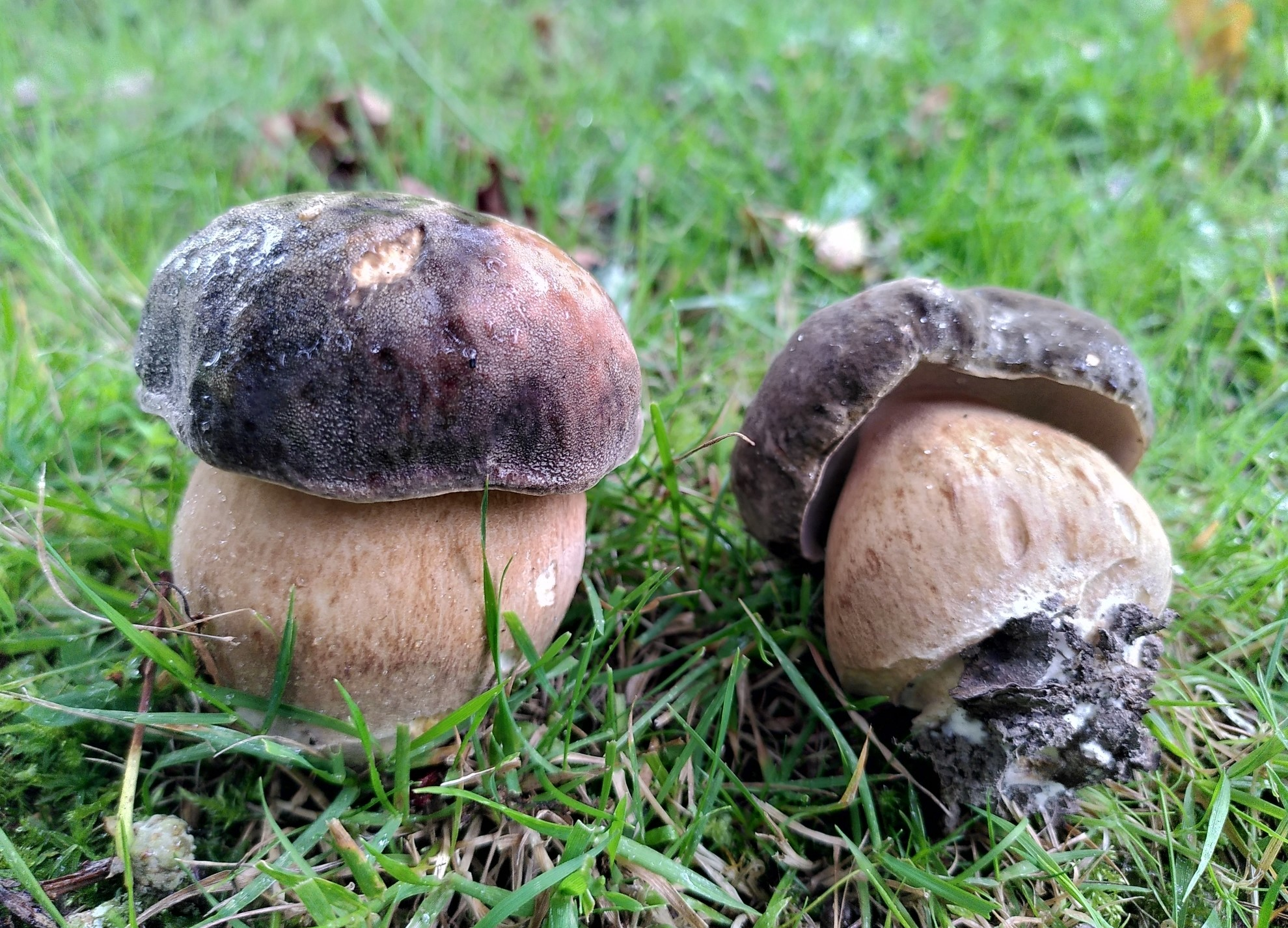
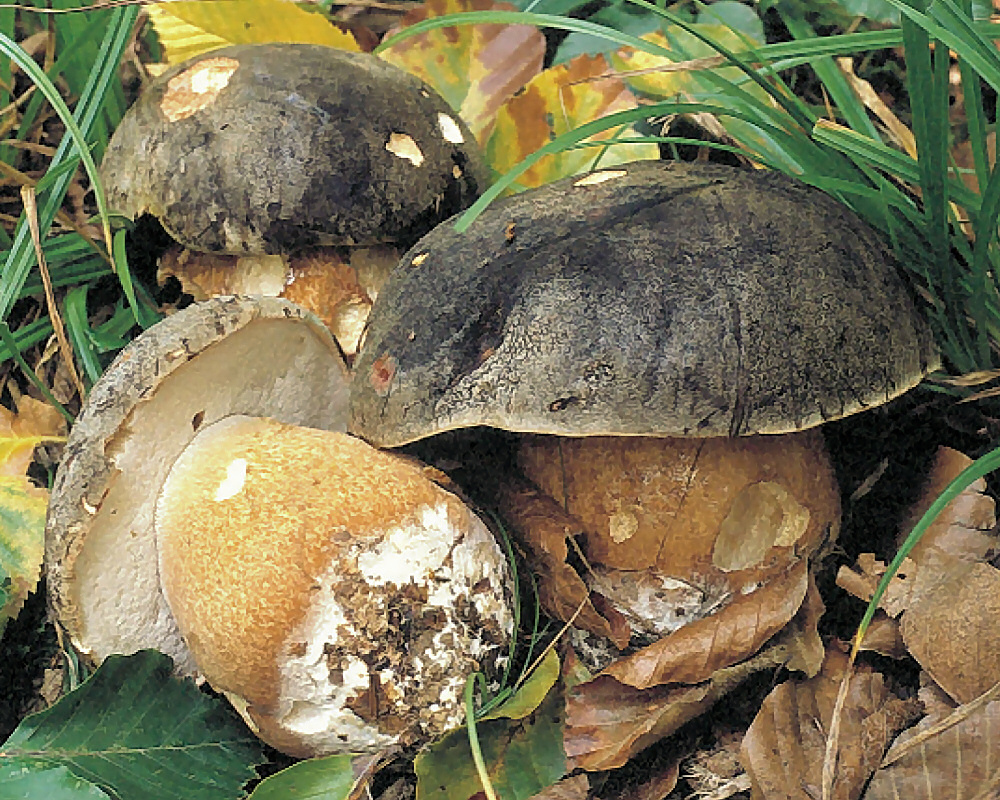
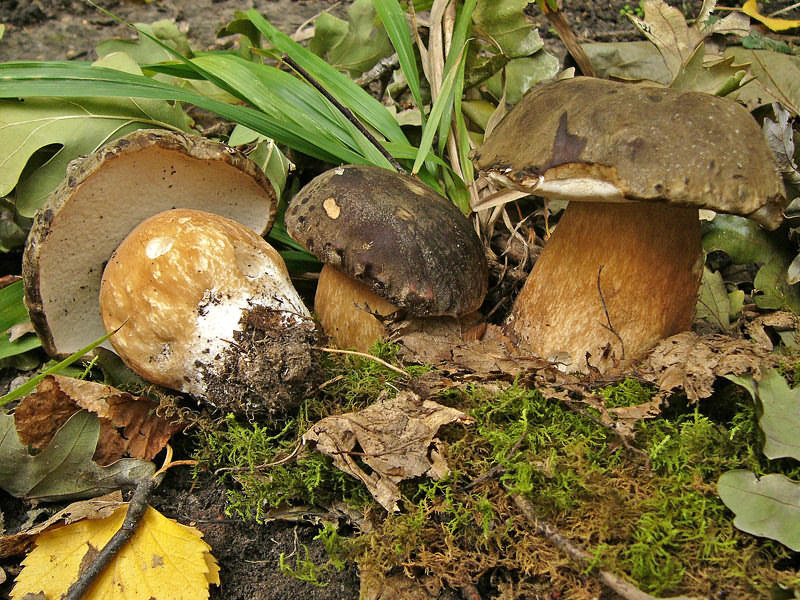
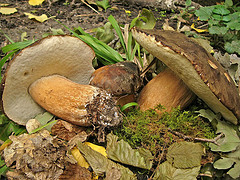
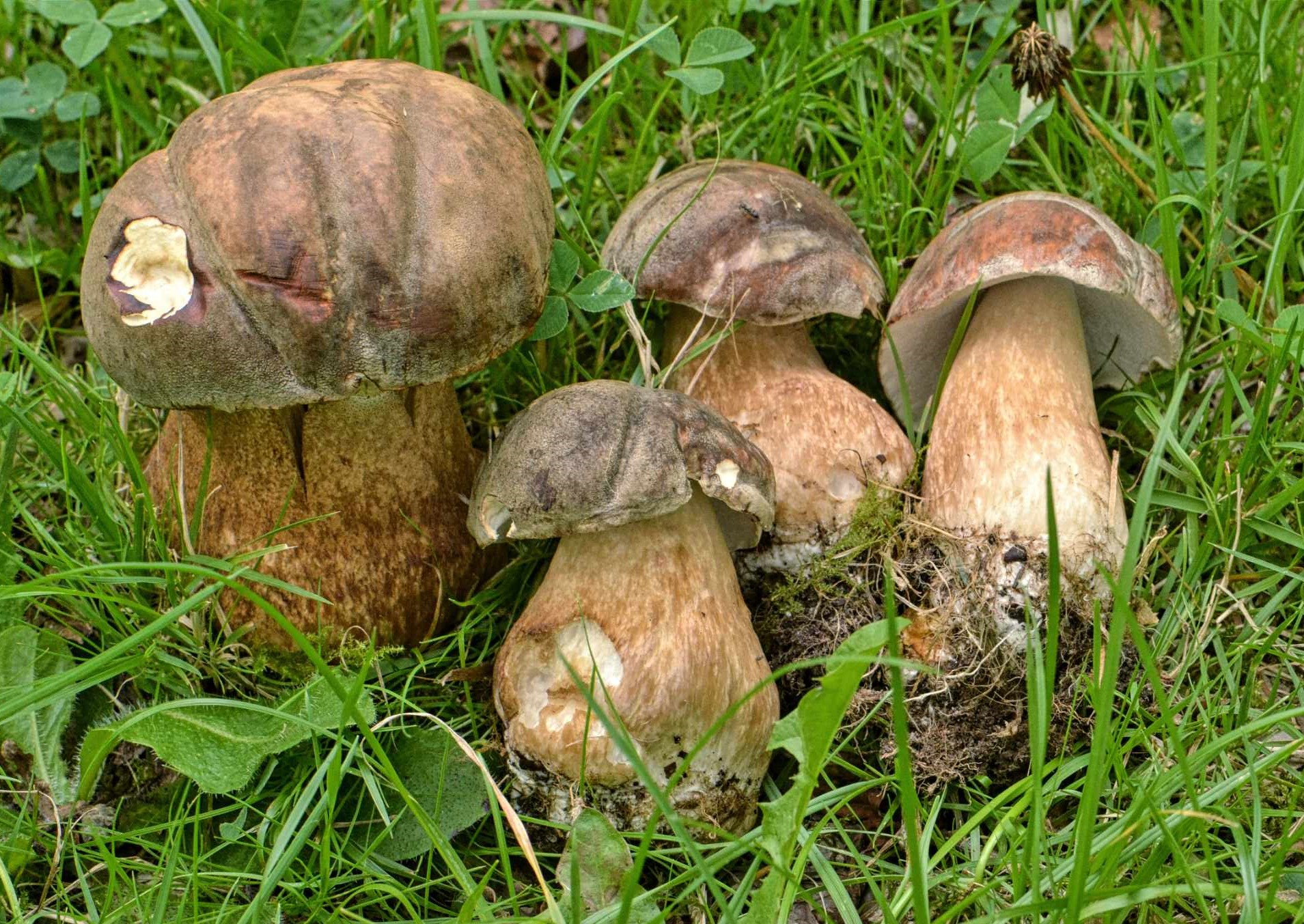
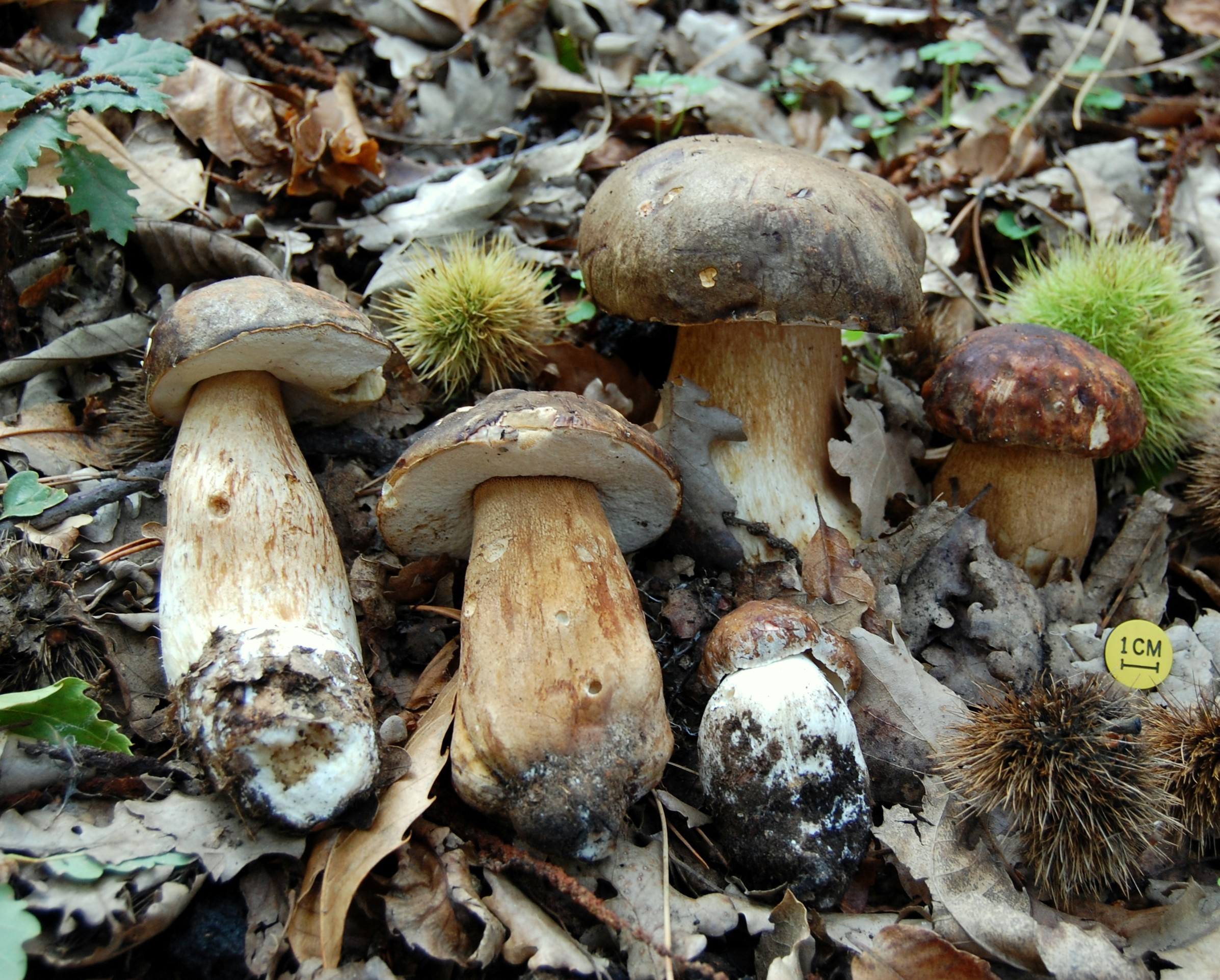

## Variétés et formes
- Boletus aereus var. mamorensis, le Cèpe de la Mamora, auparavant considéré comme une espèce indépendante en tant que Boletus mamorensis mais maintenant rattaché au rang de variété après analyses phylogénétiques. Il se différencie du B. aereus type par un chapeau aux teintes chaudes, son affiliation au chêne-liège surtout sur terrains sableux avec un pied profondément radicant et son réseau très développé. Il pousse au Maroc, d'où il est endémique. Il est rarissime dans le Sud de la France.
- Boletus aereus f. citrinus, forme au chapeau jaunâtre, jaune clair, jaune citrine, rarissime, tout comme B. edulis possède une forme citrinus, et aussi comme B. aestivalis et B. pinophilus en possèdent un équivalent non décrit mais déjà observé.
- Boletus aereus possède également une forme albinique rarissime au chapeau blanc non décrite, tout comme B. edulis possède une forme albus, et aussi comme B. pinophilus et B. aestivalis en possèdent un équivalent non décrit mais déjà observé.
- Boletus aereus f. aereus est quant à elle la forme type de l'espèce, la plus commune et typique.

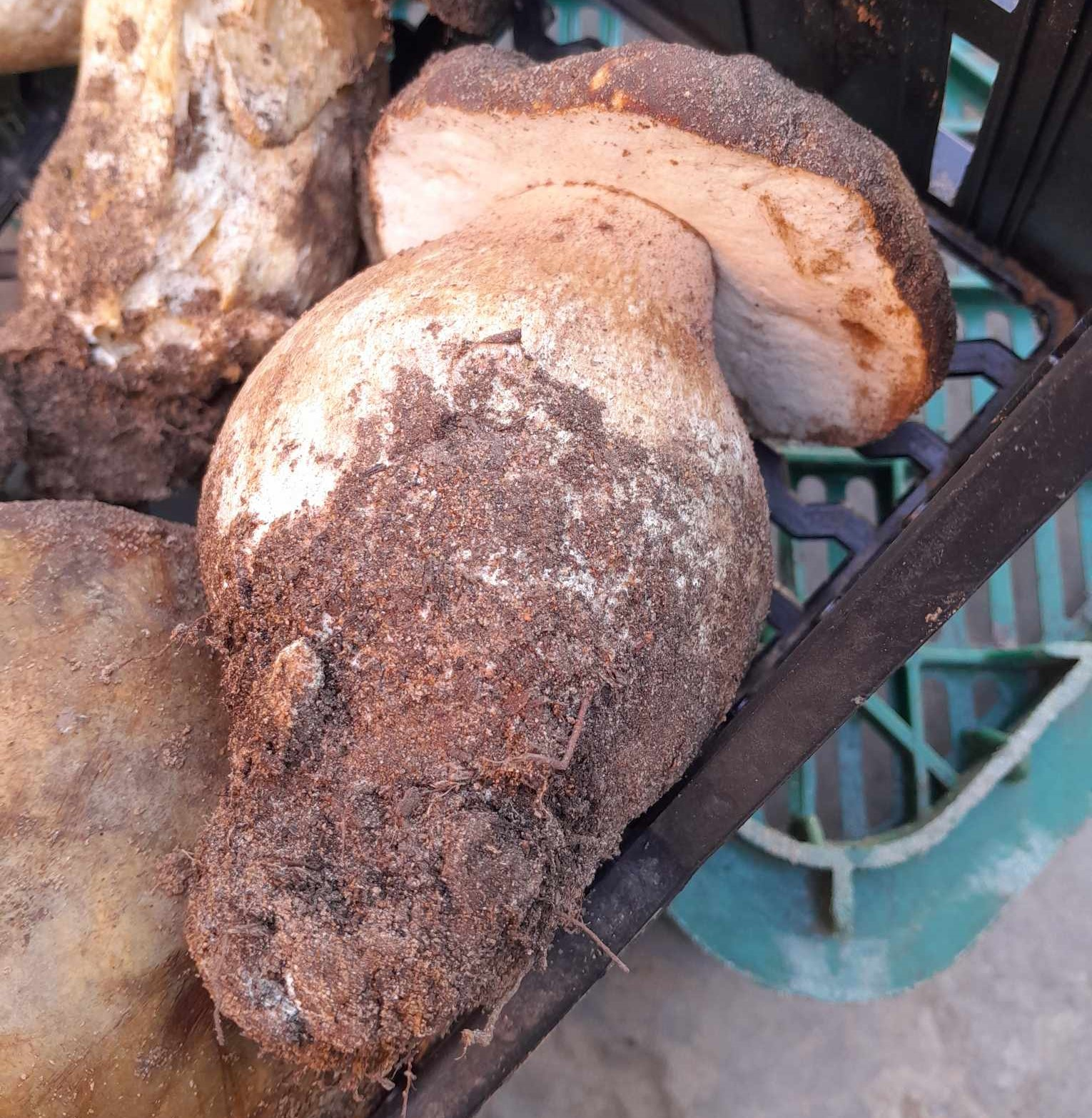
Var. mamorensis
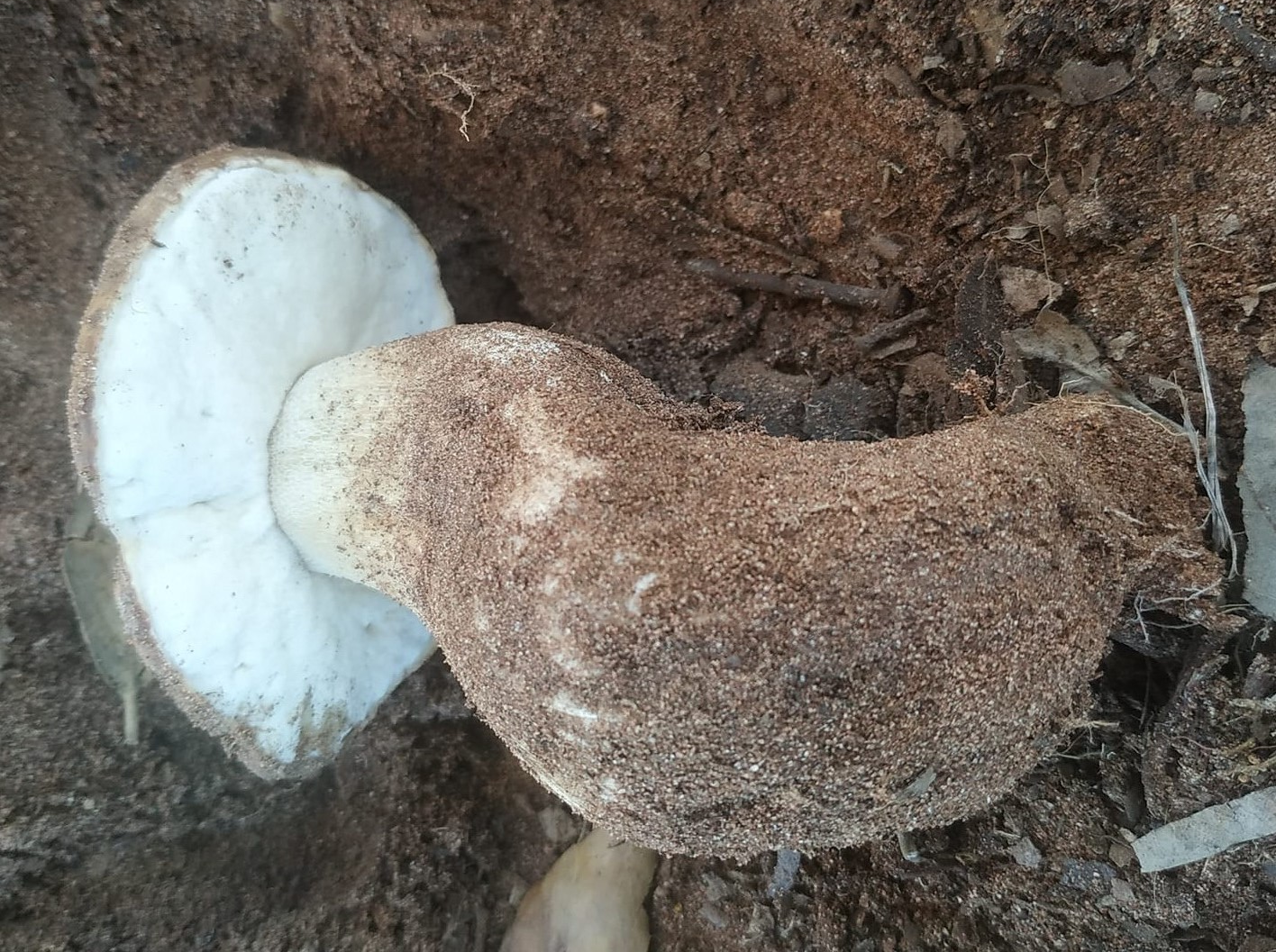
dans la Maâmora.
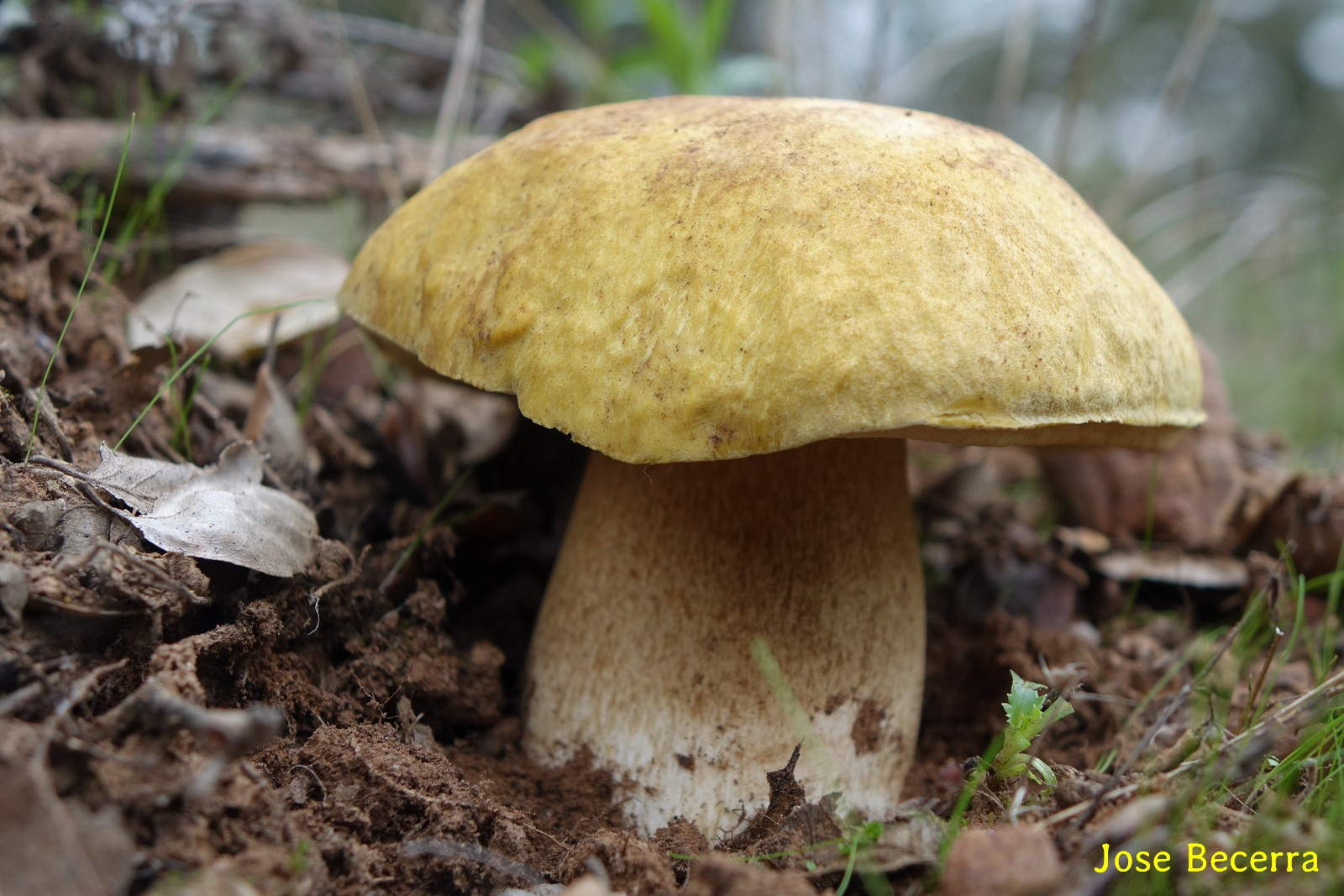
Forme citrinus
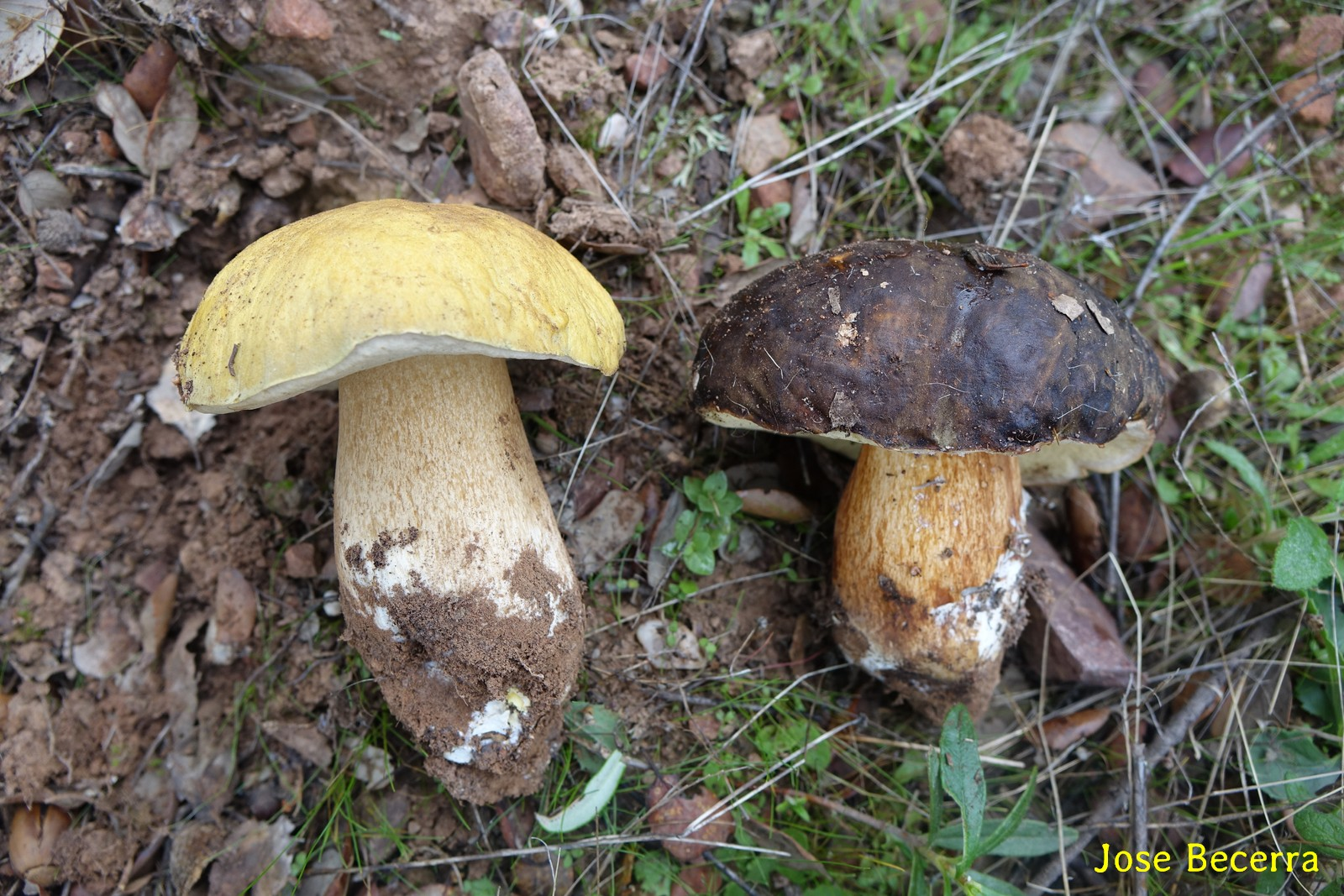
à côté de variété type
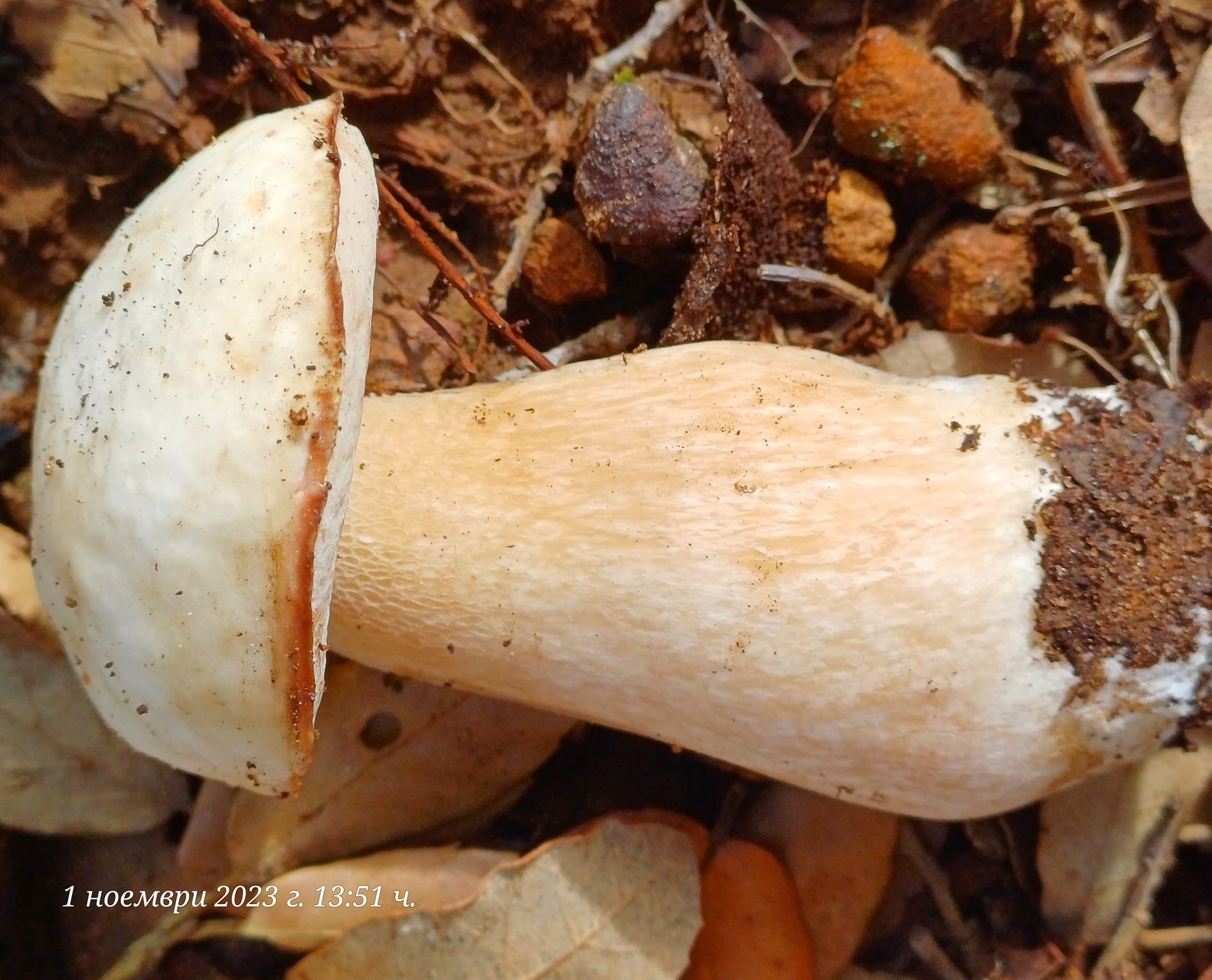
Forme à chapeau blanc
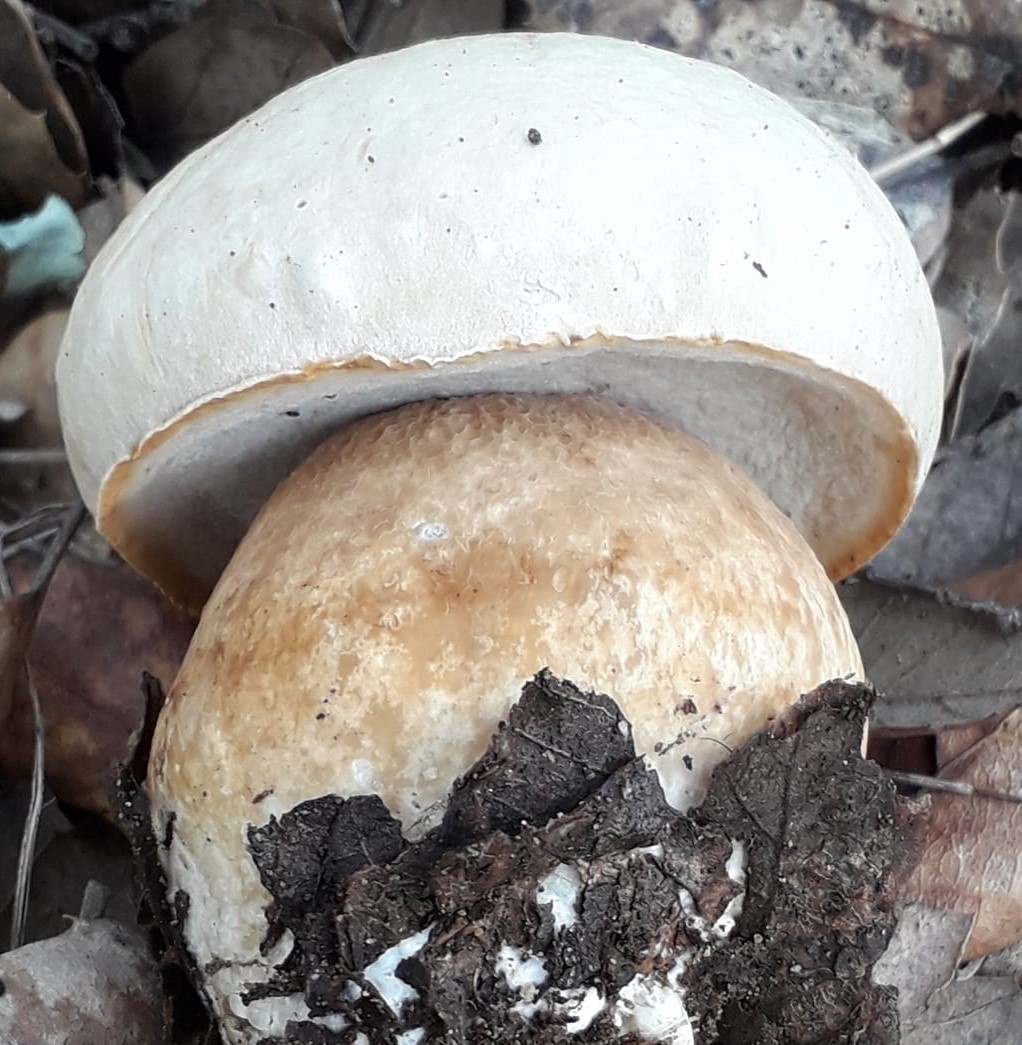
au Portugal.

## Habitat et distribution
Le Cèpe bronzé est une espèce mycorhizienne, assez thermophile et méditerranéenne. Il fructifie en solitaire ou en petits groupes de la fin du printemps jusqu'à une bonne partie de l'automne, généralement en association avec des feuillus, en particulier les chênes (Quercus), à la fois caducs et persistants, comme les chênes verts et les chênes-lièges, le hêtre (Fagus), le châtaignier (Castanea), l'arbousier (Arbutus), et des cistes, de préférence sur des sols acides, meubles, pauvres et bien drainés, avec peu d'herbe et très peu de litière de feuilles, à des altitudes comprises entre le niveau de la mer et 1 100 m. Le chêne-liège en particulier est un symbiote important, et la répartition de B. aereus correspond à celle de l'arbre dans toute l'Europe et l'Afrique du Nord. C'est une espèce acidophile, elle se trouve généralement sur des sols acides avec un pH optimal entre 4 et 6 (similaire à l'Oronge (Amanita caesarea) et au Bolet odorant (Lanmaoa fragrans), avec lesquels elle partage souvent l'écologie), avec la présence d'ardoise, de grès, de quartzite et de granit, étant beaucoup plus rare dans les sols décalcifiés tendant vers la neutralité. C'est aussi une espèce héliophile (qui aime l'ensoleillement) qui fructifie plus abondamment dans les bois ouverts, herbeux et ensoleillés, comme les clairières, les bois clairsemés bien éclairées, plus rarement dans les zones ombragées et humides, apparaissant même en grande quantité dans les sols très pauvres ou peu labourés. C'est pourquoi on la trouve dans les forêts bien ensoleillées, à la lisière des forêts, sur les chemins et les routes, ainsi que dans les sentiers forestiers. Le Cèpe bronzé peut donc végéter et pousser en plein soleil, ce qui n'est pas le cas des autres Cèpes, qui préfèrent des environnements plus ombragés et résolument plus humides, en particulier le Cèpe de Bordeaux (Boletus edulis), plus clair, à l'automne, et le Cèpe des pins (Boletus pinophilus).

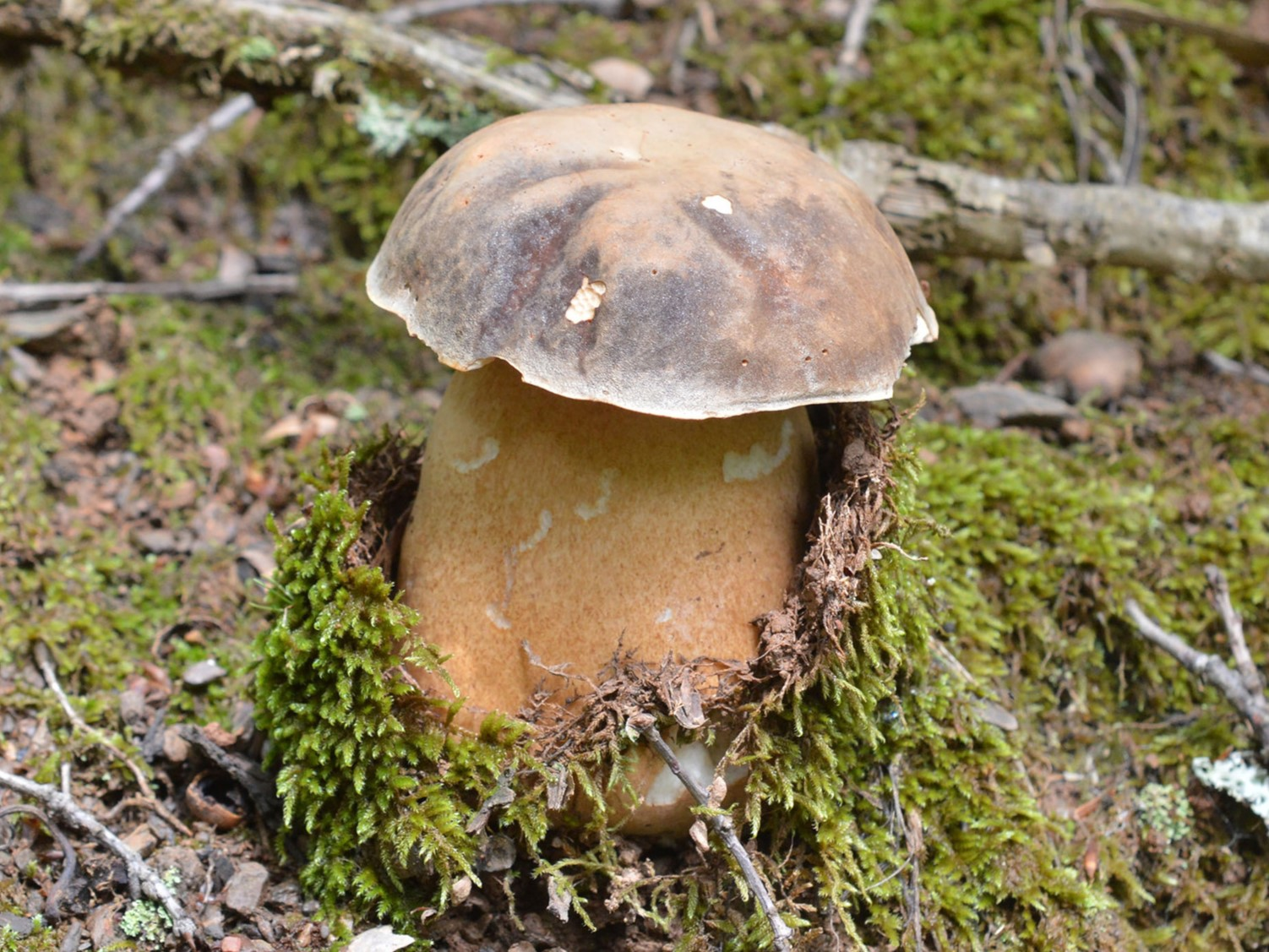
Un Cèpe bronzé poussant dans une forêt en Bulgarie.

Le Cèpe bronzé a un cycle de fructification court. Il commence à fructifier 7 à 10 jours après de fortes pluies suivant une période chaude, plus abondamment s'il y a un choc thermique ou un choc avec précipitations sous forme de grêle. Largement distribué dans les pays méditerranéens d'Europe et d'Afrique du Nord (même dans les îles Canaries), On le retrouve typiquement dans le Sud de la France. En Europe, la distribution et l'abondance de B. aereus varient considérablement. Présent principalement en Europe centrale et méridionale ainsi qu'en Afrique du Nord, cette espèce est rare dans les climats plus froids tels que l'Angleterre. Néanmoins, cette espèce peut être localement abondante ; c'est le bolet le plus commun dans les bois du parc naturel régional de Madonie dans le nord de la Sicile. B. aereus a été signalé dans plusieurs autres écosystèmes insulaires à travers la Méditerranée, tels que la Corse, la Chypre, Lesbos et Naxos.

### Mycorhizes
Les ectomycorhizes que B. aereus forme avec le châtaignier (Castanea sativa) et le chêne pubescent (Quercus pubescens) ont été décrites en détail. Elles sont caractérisées par l'absence de pinces hyphales, un manteau plectenchymateux (fait d'hyphes orientés parallèlement avec peu de ramification ou de chevauchement), et des rhizomorphes avec des hyphes différenciés.

## Statut de conservation

### Régional
- Franche-Comté : classement de cette espèce en catégorie NT (Quasi menacée) au niveau régional[25].

### Europe
B. aereus est classé comme espèce vulnérable (VU) en République Tchèque et a été placée sur une liste rouge provisoire des espèces menacées du Monténégro.

## Comestibilité
C'est un comestible réputé , et peut-être le meilleur des Cèpes grâce au croquant de sa chair, contenant typiquement moins d'eau que B. edulis ou B. pinophilus de par la tendance thermophile de l'espèce. Le Cèpe bronzé est très apprécié dans le sud de l'Europe pour ses qualités culinaires et est considéré par beaucoup comme étant gastronomiquement supérieur à Boletus edulis,. En Espagne, c'est l'un des champignons sauvages comestibles les plus couramment ramassés pour la consommation, en particulier en Aragon, où il est récolté pour être vendu sur les marchés. Contrairement aux autres espèces de Cèpes, B. aereus est moins souvent attaqué par les larves, et encore moins par les escargots, en raison de la dureté et de la fermeté de sa chair, qualité qui, associée à son odeur et à son goût incomparables, en fait le roi des Cèpes. Mais ce qui le protège des morsures d'escargots, c'est aussi et surtout son habitat typique, bien ventilé, particulièrement chaud et ensoleillé, dans des écosystèmes défavorables aux escargots là où il risqueraient de se déshydrater.

### Composition
Sur la base d'analyses de fructifications collectées au Portugal, il y a 367 kilocalories pour 100 grammes de bolet (en poids sec). La composition en macronutriments de 100 grammes de bolet séché comprend 17,9 grammes de protéines, 72,8 grammes de glucides et 0,4 gramme de lipides. En poids, les sporophores frais sont constitués d'environ 92 % d'eau. Le sucre prédominant est le tréhalose (4,7 grammes/100 grammes de poids sec ; toutes les valeurs suivantes supposent cette masse), avec des quantités moindres de mannitol (1,3 grammes). Il y a 6 grammes de tocophérols, dont la majorité est du gamma-tocophérol (vitamine E), et 3,7 grammes d'acide ascorbique.

## Confusions possibles
Par ses trois couleurs bien tranchées (chapeau brun-noir, pores blancs, pied brun), le Cèpe bronzé n'est pas facile à confondre. On pourrait éventuellement le confondre avec les espèces suivantes : 

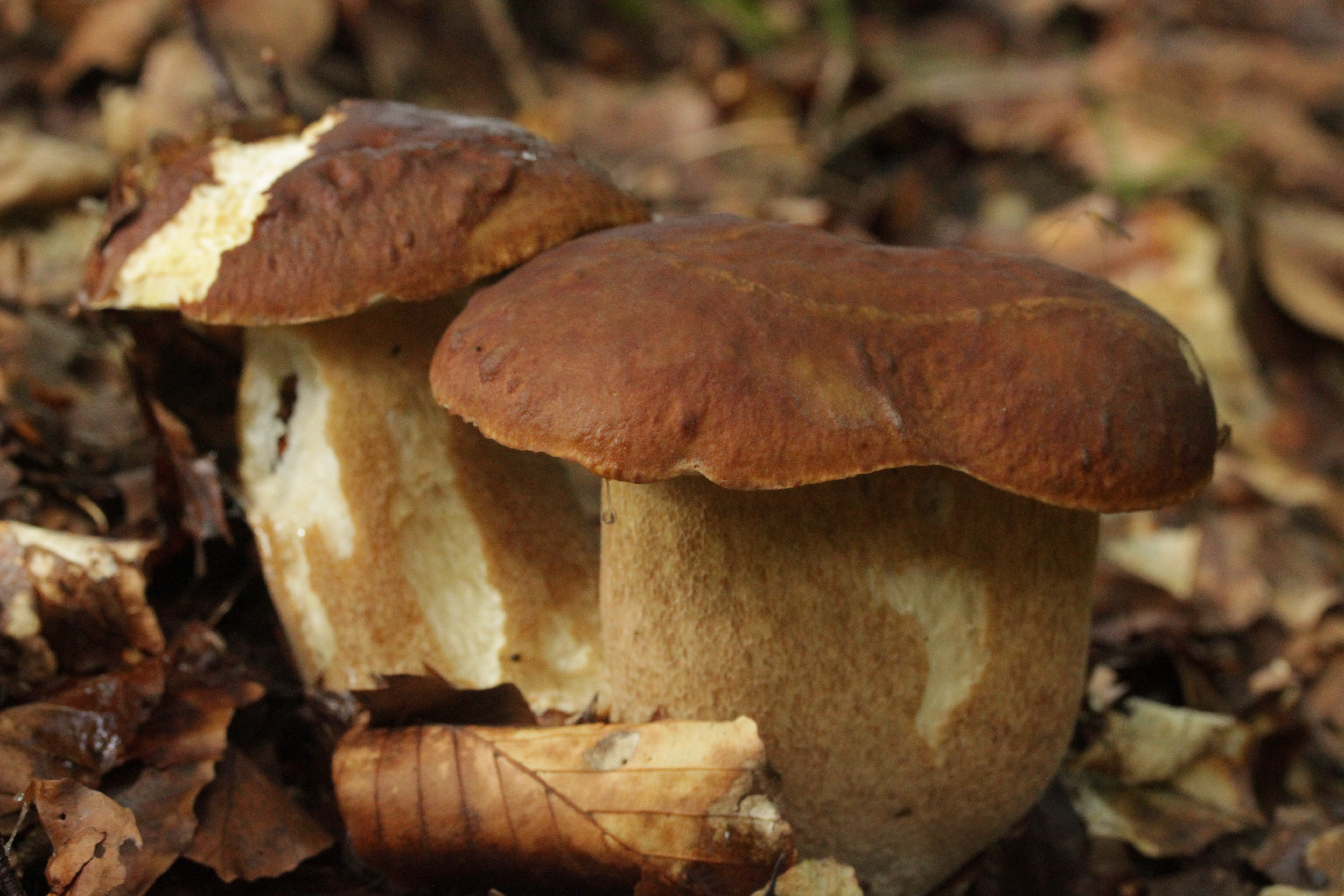
Le Cèpe d'été (Boletus aestivalis), comestible réputé.

- Le Cèpe d'été (Boletus aestivalis), comestible réputé. Le Cèpe d'été (Boletus reticulatus), qui est aussi thermophile, venant plus ou moins à la même période, mais dont le chapeau n'est pas si sombre et dont le réseau est souvent plus étendu. Comestible réputé.
- Le Cèpe des pins (Boletus pinophilus), qui peut parfois avoir un chapeau aux teintes particulièrement sombre, cependant il aura tout de même quelques tons bordeaux vineux ou acajou, son chapeau est de texture grumeleuse ou ridée, son pied est plus clair, il vient plus tard dans la saison, sous hêtre ou sous conifères et est de tendance hygrophile, alors que B. aereus ne vient que sous feuillus et est thermophile. Comestible réputé.
- Le Bolet amer (Tylopilus felleus), au pores blancs puis rosés avec l'âge, au réseau noir bien plus grand et grossier et à la saveur amère. Amer, non comestible, potentiellement émétique.
- Le Bolet châtain (Gyroporus castaneus), brun châtain, au pied lisse sans réseau et à l'intérieur caverneux. Comestible cuit, jeune, après évaluation approfondie de l'état de conservation.
- Le Bolet odorant (Lanmaoa fragrans), qui partage son écologie et peut fortement lui ressembler à première vue. Cependant, sa chair bleuissante ne laisse place à aucun doute. De plus, il ne possède pas de réseau, ses pores sont jaunes dès le début et il dégage une odeur fruitée de chicorée à maturité. Comestible.
- Le Bolet des chênes verts (Leccinellum lepidum), qui peut parfois avoir un chapeau sombre, mais qui a un pied squamuleux jaunâtre sans réseau, des pores jaunes, une chair rosissante-noircissante. Il est cependant très peu probable de les croiser en même temps car L. lepidum est une espèce très tardive, quasiment hivernale. Comestible.